# Turystyka w Rosji

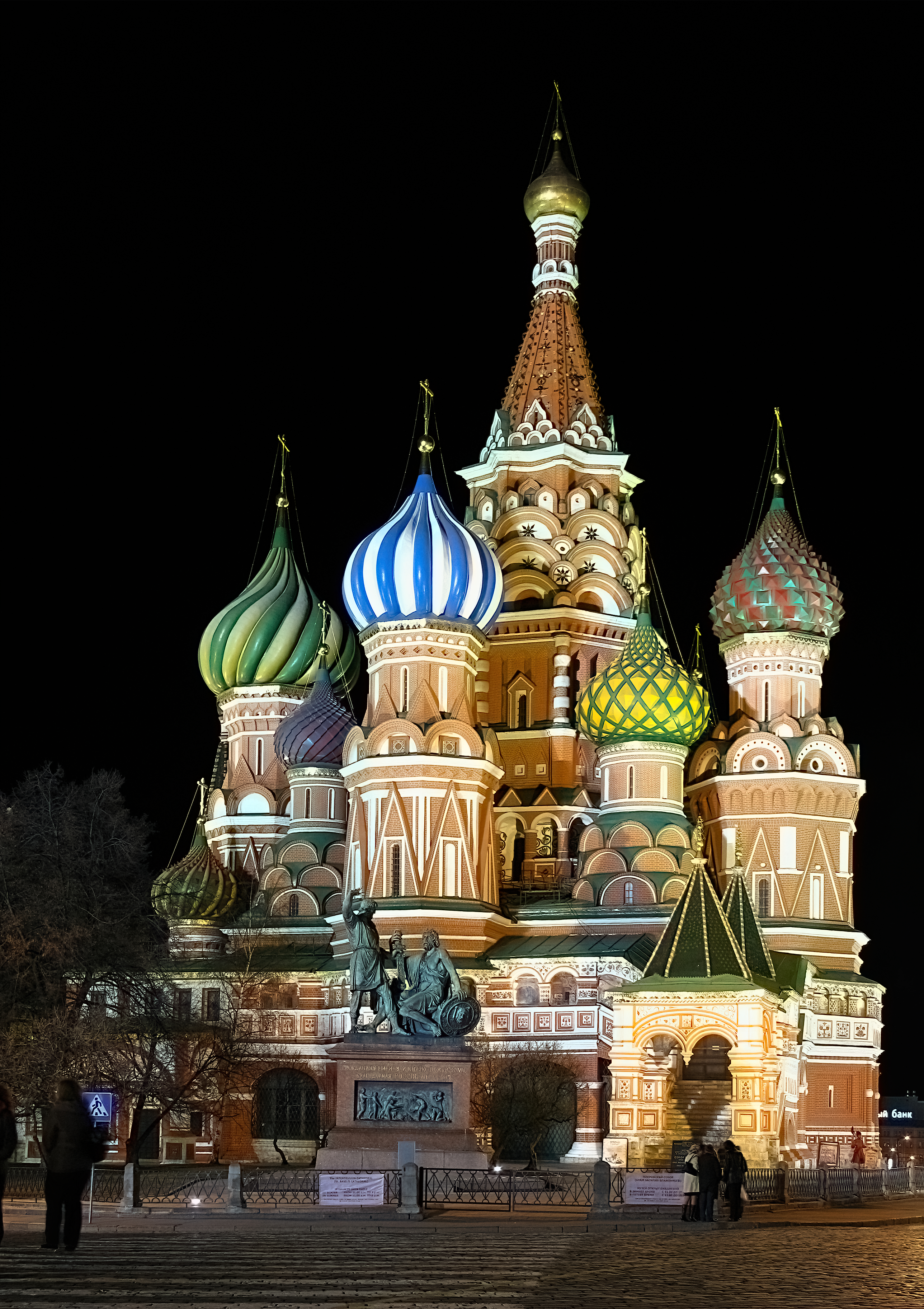
Sobór Wasyla Błogosławionego w Moskwie

Turystyka w Rosji jest dynamicznie rozwijającym się działem gospodarki Rosji, liczącym ponad 500 tysięcy zatrudnionych. Według danych Światowej Organizacji Turystyki Narodów Zjednoczonych (UN WTO) Rosja znajduje się w światowej czołówce międzynarodowej turystyki: w 2017 roku przyjęła 24 390 000 zagranicznych gości (9 miejsce w Europie). UNWTO podkreśla szybki powrót popytu na podróże turystyczne po Rosji (+27% w 2017 r.).
Działalność w dziedzinie turystyki jest w Rosji regulowana prawnie, w tym przez prawo federalne nr 132-FZ „O zasadach działalności turystycznej”.
Federację Rosyjską (FR) zamieszkuje ponad sto narodowości o bogatym dziedzictwie kulturowym i historycznym. Zdaniem UNWTO właśnie to stanowi o wysokim potencjale rozwoju turystyki w kraju. Na terenie państwa znajduje się 29 obiektów z Listy światowego dziedzictwa UNESCO.
26 uzdrowiskom, regionom uzdrowiskowym i miejscowościom sanatoryjno-rekreacyjnym FR przyznano znaczenie federalne (wszechrosyjskie). W państwowym rejestrze obiektów dziedzictwa kulturowego znajduje się ponad 140 tysięcy metryk zabytków, w tym 148 obiektów szczególnie cennych.
W Rosji sfera usług i infrastruktura turystyczna rozwijają się aktywnie zgodnie z federalnym programem celowym „Rozwój turystyki wewnętrznej i przyjazdowej w Federacji Rosyjskiej (lata 2011–2018)”. W malowniczych i popularnych wśród turystów regionach Rosji utworzono i tworzy się turystyczne specjalne strefy ekonomiczne, które zapewniają sprzyjające warunki organizacji biznesu. Obecnie w budowie znajduje się 45 klastrów turystyczno-rekreacyjnych i klastrów dla turystów zmotoryzowanych w 35 podmiotach FR. Zgodnie z programem rozwoju każdy okręg federalny FR posiada swoje charakterystyczne rodzaje turystyki. Dla przykładu, w uralskim okręgu federalnym aktywnie rozwija się turystyka przemysłowa.
Zgodnie z dorocznym raportem Światowego Forum Ekonomicznego (ang. The Travel & Tourism Competitiveness Report) w 2017 roku wskaźnik konkurencyjności Rosji w dziedzinie podróży i turystyki osiągnął 4,2 pkt z 7 możliwych lub 43 miejsce wśród 136 gospodarek (45 miejsce w 2015 roku). Pod względem infrastruktury dla turystyki (ang. Tourist service infrastructure) Rosja zajmuje 55 miejsce (4,5 pkt z 7). W łącznej klasyfikacji „Globalnego Raportu Konkurencyjności 2017–2018” Rosja zajęła 38 miejsce (53 miejsce w 2015 roku).

## Historia

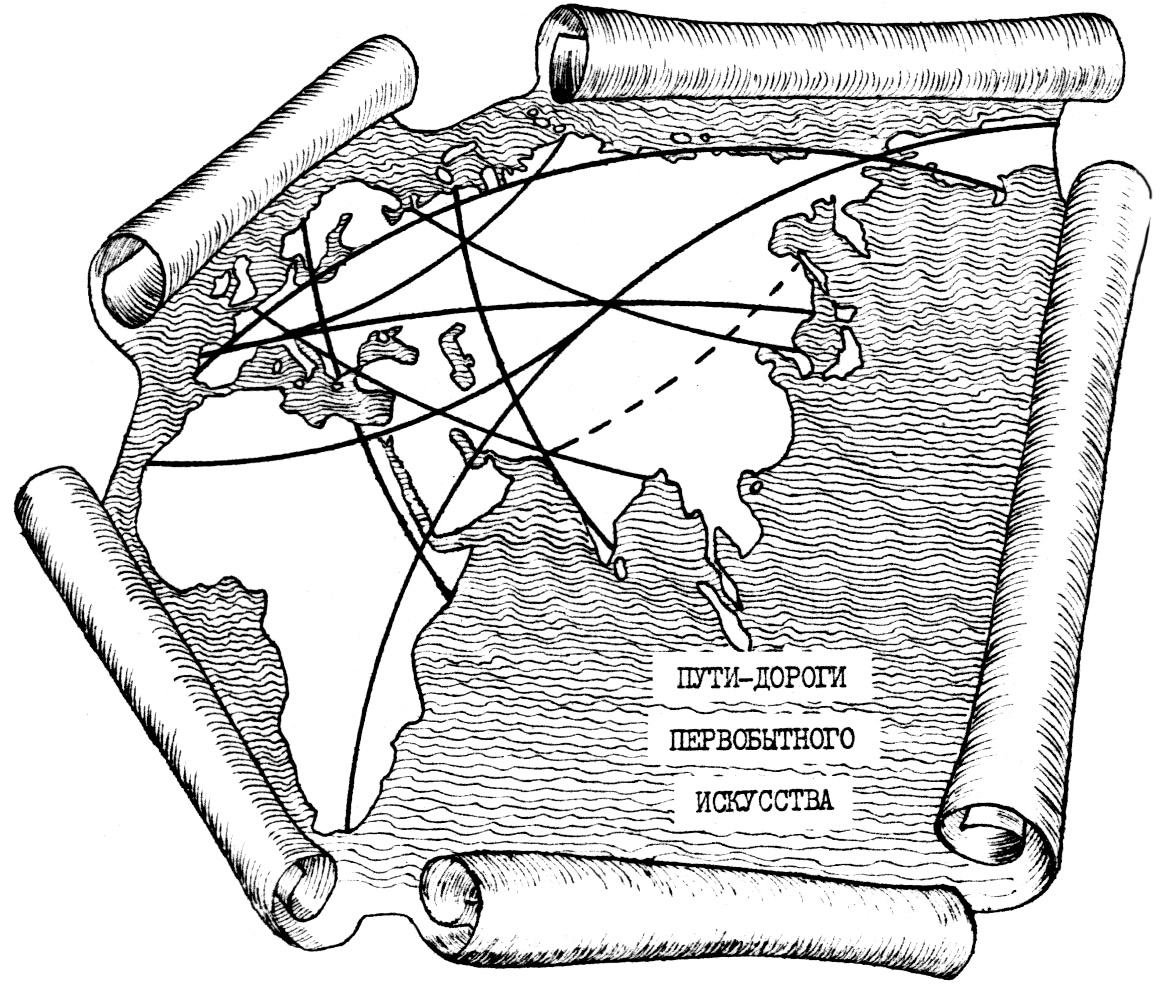
Na mapie przedstawione są szlaki przestrzeni kulturowej paleolitu na półkuli wschodniej

Wędrowanie znane jest ludzkości od czasów prehistorycznych. W epoce kamienia łupanego ludzie przez cały rok wędrowali po lądzie, ale też szlakami wodnymi i po lodzie – o tym świadczy wspólna przestrzeń kulturowa paleolitu. Najdłuższe na wschodniej półkuli planety szlaki lądowe miały niezrównane znaczenie dla łączności nie tylko między różnymi krańcami jednego kontynentu, ale i dla komunikacji międzykontynentalnej. Przebieg tych szlaków zależał od warunków geologicznych, geograficznych, zoologicznych i botanicznych Ziemi.
W przeszłości dokumentami chroniącymi podróżnych były glejty, pokwitowania opłat portowych, opłat celnych i inne pisemne zezwolenia. W średniowieczu już za Karolingów glejt łac. littera tractoriae stał się uznanym dokumentem, świadczącym o uczciwości pielgrzyma. W epoce wielkich odkryć geograficznych XV–XVII w. tacy zagraniczni podróżnicy jak Siegmund von Herberstein, Adam Olearius, Augustin Meyerberg sporządzali szczegółowe opisy i podawali materiały statystyczne o państwie moskiewskim.
Dla następnych wieków badacze historii turystyki w Rosji wyróżniają sześć głównych okresów jej rozwoju:
- Poznawczy (XVIII w. do początków lat 90. XIX w.);
- Gospodarczy (związany z rozwojem kapitalizmu w Rosji w drugiej połowie XIX w.);
- Scentralizowany organizacyjnie (od lat 1920. do 1960.) albo turystyka radziecka (na świecie początek epoki turystyki masowej);
- Administracyjno-normatywny (lata 1962–1991);
- Przejściowy (lata 90. XX wieku);
- Współczesny, gospodarczy.

## Obecny stan turystyki

Uralska cywilizacja górniczo-przemysłowa (XVIII–XIX ww.) jako obiekt turystyki nakierowanej na obiekty przemysłowe i techniczne

Dla zapewnienia turystom pożytecznej informacji w wielu miejscowościach stworzono ośrodki informacji turystycznej (IT), praktycznie we wszystkich podmiotach FR. IT informuje gości i mieszkańców o muzealnych, hotelowych, wycieczkowych i innych kompleksowych usługach; prowadzi badania i ankiety; rozprowadza materiały drukowane; akredytuje pilotów i przewodników – tłumaczy; współdziała z zagranicznymi firmami turystycznymi; świadczy usługi w szerokim zakresie tematycznym na zasadach odpłatnych i nieodpłatnych.
W Rosji wprowadza się nowe usługi dla turystów zagranicznych, na przykład ułatwienia wizowe (wprowadzenie wiz elektronicznych od 1 sierpnia 2017 roku), a także podnosi bezpieczeństwa podróżowania (policja turystyczna).
Władze państwowe wspomagają rozwój branży przez ponad 40 federalnych celowych i innych programów państwowych, wśród nich:
- „Kultura Rosji (lata 2012–2018)”[29];
- „Rozwój kultury i turystyki” na lata 2013–2020[30];
- „Rozwój turystyki wewnętrznej i przyjazdowej (lata 2011–2018)”[10];
- „Kultura Rosyjskiej Północy (lata 2013–2020)”[31];
- „Południowa Rosja” (perspektywiczny turystyczny kierunek[12] federalnego programu celowego na lata 2014–2020[32]).

Programy te są realizowane w ramach „Strategii rozwoju turystyki w Federacji Rosyjskiej na okres do 2020 roku”.
Liczba przyjazdów turystycznych (ilość przyjazdów obcokrajowców w celach turystycznych na teren FR):
| Miejsce | Państwo                      | 2014       | % Zmiana względem 2013 | 2015       | % Zmiana względem 2014 | 2016       | % Zmiana względem 2015 | 2017 (~)   | % Zmiana względem 2016 |
| ------- | ---------------------------- | ---------- | ---------------------- | ---------- | ---------------------- | ---------- | ---------------------- | ---------- | ---------------------- |
| 1       | Ukraina                      | 8 435 654  |                        | 8 911 705  |                        | 8 569 264  | –4                     | 8 723 000  | 1,79                   |
| 2       | Kazachstan                   | 3 733 319  |                        | 4 711 082  |                        | 3 564 152  | –24                    | 3 485 000  | –2,22                  |
| 3       | Finlandia                    | 1 380 179  |                        | 1 415 853  |                        | 1 319 030  | –7                     | 1 017 000  | –22,90                 |
| 4       | Chiny                        | 873 792    |                        | 1 121 536  |                        | 1 288 720  | 15                     | 1 478 000  | 14,69                  |
| 5       | Polska                       | 1 772 336  |                        | 1 725 157  |                        | 1 017 462  | –41                    | 714 000    | –29,83                 |
| 6       | Azerbejdżan                  | 818 467    |                        | 856 349    |                        | 898 426    | 5                      | 876 000    | –2,50                  |
| 7       | Uzbekistan                   | 874 437    |                        | 797 484    |                        | 596 520    | –25                    | 425 000    | –28,75                 |
| 8       | Niemcy                       | 583 824    |                        | 553 493    |                        | 566 434    | 2                      | 580 000    | 2,39                   |
| 9       | Armenia                      | 601 409    |                        | 552 142    |                        | 596 041    | 8                      | 584 000    | –2,02                  |
| 10      | Mongolia                     | 157 663    |                        | 378 196    |                        | 522 026    | 38                     | 396 000    | –24,14                 |
| 11      | Estonia                      | 330 814    |                        | 357 377    |                        | 414 147    | 16                     | 415 000    | 0,21                   |
| 12      | Abchazja                     | 357 271    |                        | 416 673    |                        | 410 566    | –1                     | 432 000    | 5,22                   |
| 13      | Tadżykistan                  | 481 733    |                        | 458 021    |                        | 410 013    | –10                    | 360 000    | –12,20                 |
| 14      | Mołdawia                     | 618 453    |                        | 491 196    |                        | 409 194    | –17                    | 519 000    | 26,89                  |
| 15      | Kirgistan                    | 339 254    |                        | 373 616    |                        | 397 842    | 7                      | 421 000    | 5,82                   |
| 16      | Łotwa                        | 295 081    |                        | 278 265    |                        | 288 682    | 4                      | 261 000    | –9,59                  |
| 17      | Litwa                        | 425 132    |                        | ~237 000   |                        | 249,095    |                        | 226 000    | –9,27                  |
| 18      | Stany Zjednoczone            | 245 184    |                        | 233 379    |                        | 238 633    | 2                      | 282 000    | 17,99                  |
| 19      | Włochy                       | 206 807    |                        | 191 071    |                        | 192 140    | 1                      | 189 000    | –1,63                  |
| 20      | Izrael                       | 149 575    |                        | 162 046    |                        | 178 633    | 10                     | 182 000    | 1,88                   |
| 21      | Wielka Brytania              | 214 909    |                        | 179 674    |                        | 177 080    | –1                     | 178 000    | 0,56                   |
| 22      | Francja                      | 198 644    |                        | 171 436    |                        | 176 855    | 3                      | 185 000    | 4,61                   |
| 23      | Korea Południowa             | 114 320    |                        | 136 039    |                        | 161 267    | 19                     | 254 000    | 57,76                  |
| 24      | Białoruś                     | 318 958    |                        | ~249 000   |                        | 133 740    |                        | 152 000    | 13,65                  |
| 25      | Osetia Południowa            | 49 170     |                        | 117 707    |                        | 111 370    | –5                     | 134 000    | 20,32                  |
| 26      | Hiszpania                    | 90 851     |                        | 103 756    |                        | 108 900    | 5                      | 110 000    | 1,01                   |
| 27      | Japonia                      | 97 779     |                        | 86 173     |                        | 84 631     | –5                     | 102 000    | 20,52                  |
| 28      | Indie                        | 48 920     |                        | 50 853     |                        | 70 375     | 38                     | 71 000     | 20,34                  |
| 29      | Iran                         | 25 810     |                        | 41 431     |                        | 67 166     | 62                     | 80 000     | 14,29                  |
| 30      | Gruzja                       | 42 960     |                        | 47 216     |                        | 65 336     | 38                     | 79 000     | 20,91                  |
| 31      | Holandia                     | 69 888     |                        | 54 808     |                        | 57 408     | 5                      | 60 000     | 4,52                   |
| 32      | Serbia                       | 66 550     |                        | 58 070     |                        | 50 498     | –13                    | 55 000     | 8,92                   |
| 33      | Austria                      | 59 557     |                        | 50 587     |                        | 49 026     | –3                     | 52 000     | 6,07                   |
| 34      | Szwajcaria                   | 44 997     |                        | 41 998     |                        | 48 485     | 15                     | 49 000     | 1,06                   |
| 35      | Norwegia                     | 54 573     |                        | 48 248     |                        | 45 135     | –6                     | 51 000     | 12,99                  |
| 36      | Turcja                       | 262 549    |                        | 238 541    |                        | 42 658     | –82                    | 80 000     | 87,54                  |
| 37      | Australia                    | 44 182     |                        | 38 044     |                        | 41 882     | 10                     | 47 000     | 12,22                  |
| 38      | Kanada                       | 50 944     |                        | 41 569     |                        | 40 410     | –3                     | 51 000     | 26,21                  |
| 39      | bezpaństwowiec               | 243 419    |                        |            |                        |            |                        |            |                        |
|         | świat (wszyscy obcokrajowcy) | 25 437 893 |                        | 26 851 658 |                        | 24 551 444 | –9                     | 24 391 000 | –0,74                  |

## Cele turystyki w Rosji

### Turystyka kulturowo-poznawcza
Do regionów ważnych dla rozwoju turystyki kulturowej zaliczają się: miasta Moskwa i Sankt Petersburg, obwód leningradzki, Jarosław, obwód włodzimierski, a także szlaki Złotego Pierścienia Rosji oraz Srebrnego Pierścienia Rosji, szlaki wodne „Wielka Wołga” (wszystkie regiony położone wzdłuż Wołgi) i „Moskiewskie Dookoła Świata” („Rzeczny Złoty Pierścień” na trasie Moskwa – Niżny Nowogród – Moskwa). Perspektywicznym regionem jest:
- Republika Karelia i Republika Komi (północno-zachodni okręg federalny);
- obwód moskiewski, obwód briański, obwód tulski (centralny okręg federalny);
- Republika Mari El i Republika Udmurcka (nadwołżański okręg federalny).

Duże potencjalne możliwości rozwoju turystyki kulturowo-poznawczej istnieją w niektórych regionach południowego, nadwołżańskiego, syberyjskiego i dalekowschodniego okręgów federalnych. Według danych urzędu statystycznego Rosji Rosstat w końcu 2016 roku w Rosji działały 2742 muzea, które odwiedziło 123,5 mln osób; łączna ilość obiektów dziedzictwa kulturowego wynosiła 98,2 tys. (w tym 5,8 tys. zespołów i 2,3 tys. obiektów zabytkowych); stanowisk archeologicznych 69,8 tys.
Warto podkreślić wysoką frekwencję w miejscach związanych z życiem i twórczością Aleksandra Puszkina (Puszkinskije Gory, Bołdino – Muzeum A. Puszkina „Bołdino”, Wyra – miejscowość w rejonie gatczyńskim w pobliżu Sankt Petersburga); Lwa Tołstoja (Jasna Polana) i innych. Wśród popularnych szlaków znajdują się wycieczki do ojczyzny Dziadka Mroza (Wielki Ustiug, obwód wołogodzki), rejsy Wołgą (zapoznanie się z pejzażami i dziedzictwem kulturowym miast Niżnego Nowogrodu, Kazania, Samary, Saratówa, Wołgogradu, Astrachania i in.). Na Uralu i Syberii otwarto szlaki historyczno-kulturowe traktu syberyjskiego.

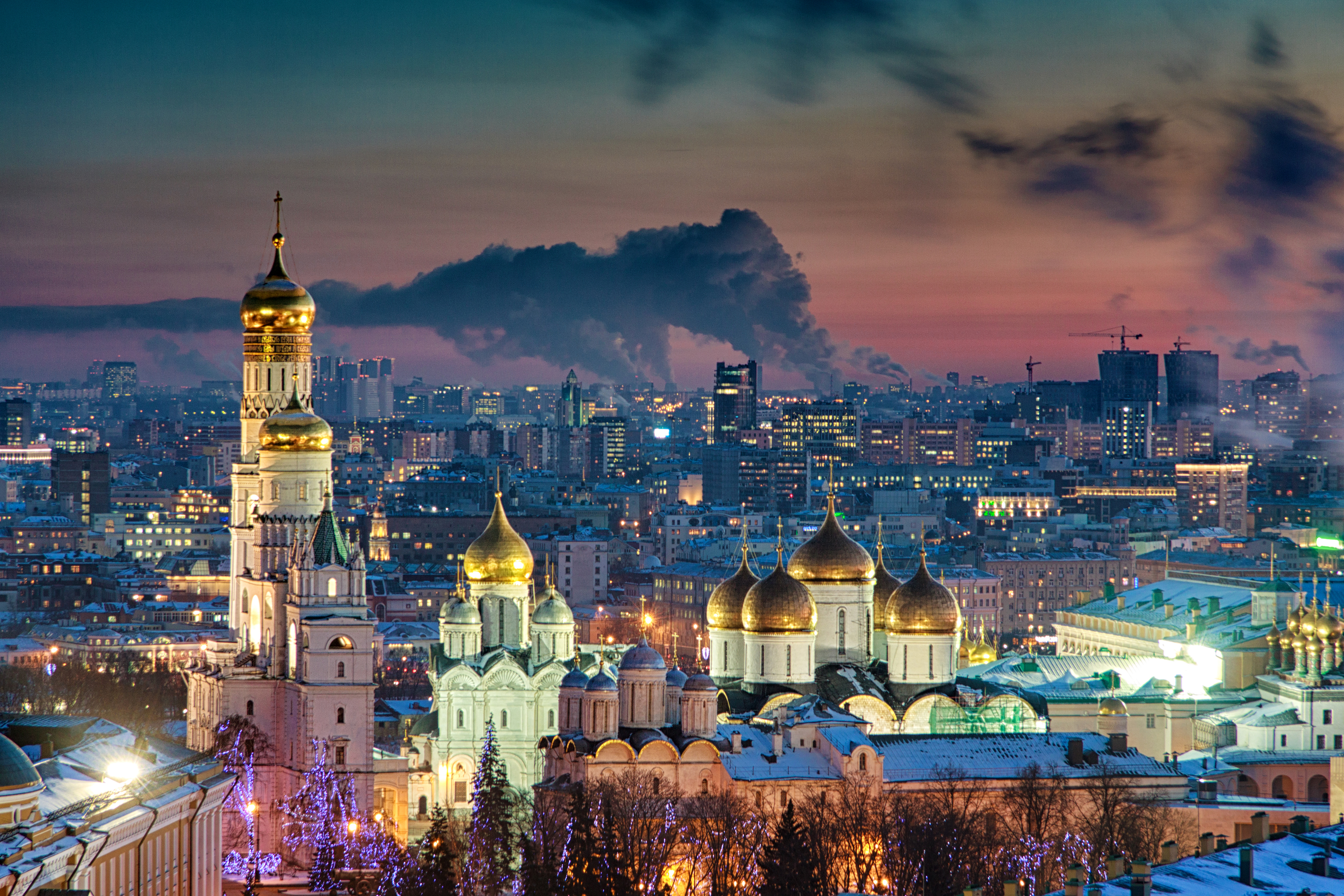
Sobór Zwiastowania w Moskwie, Kreml moskiewski
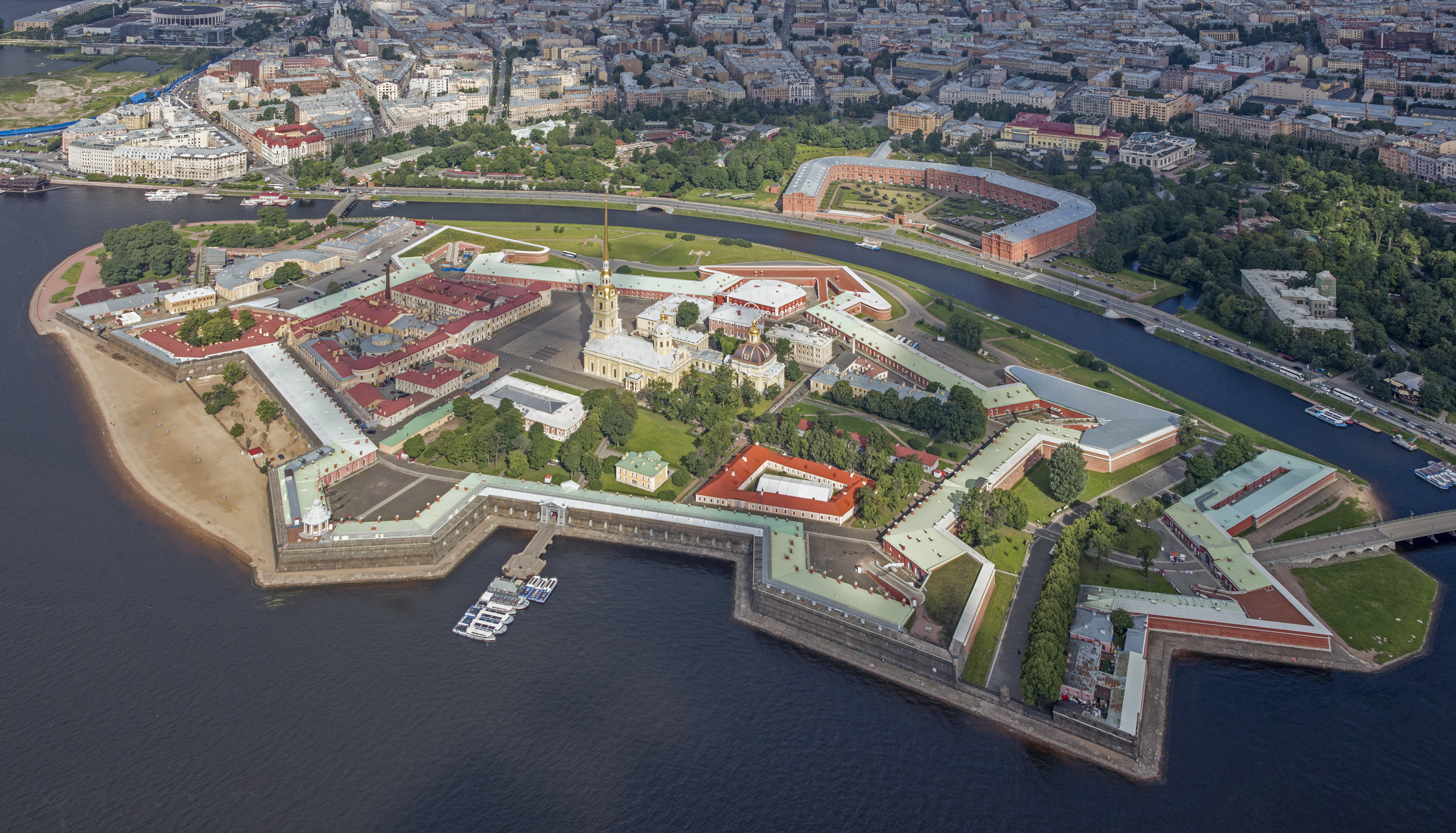
Twierdza Pietropawłowska. Wyspa Zajęcza, Sankt Petersburg
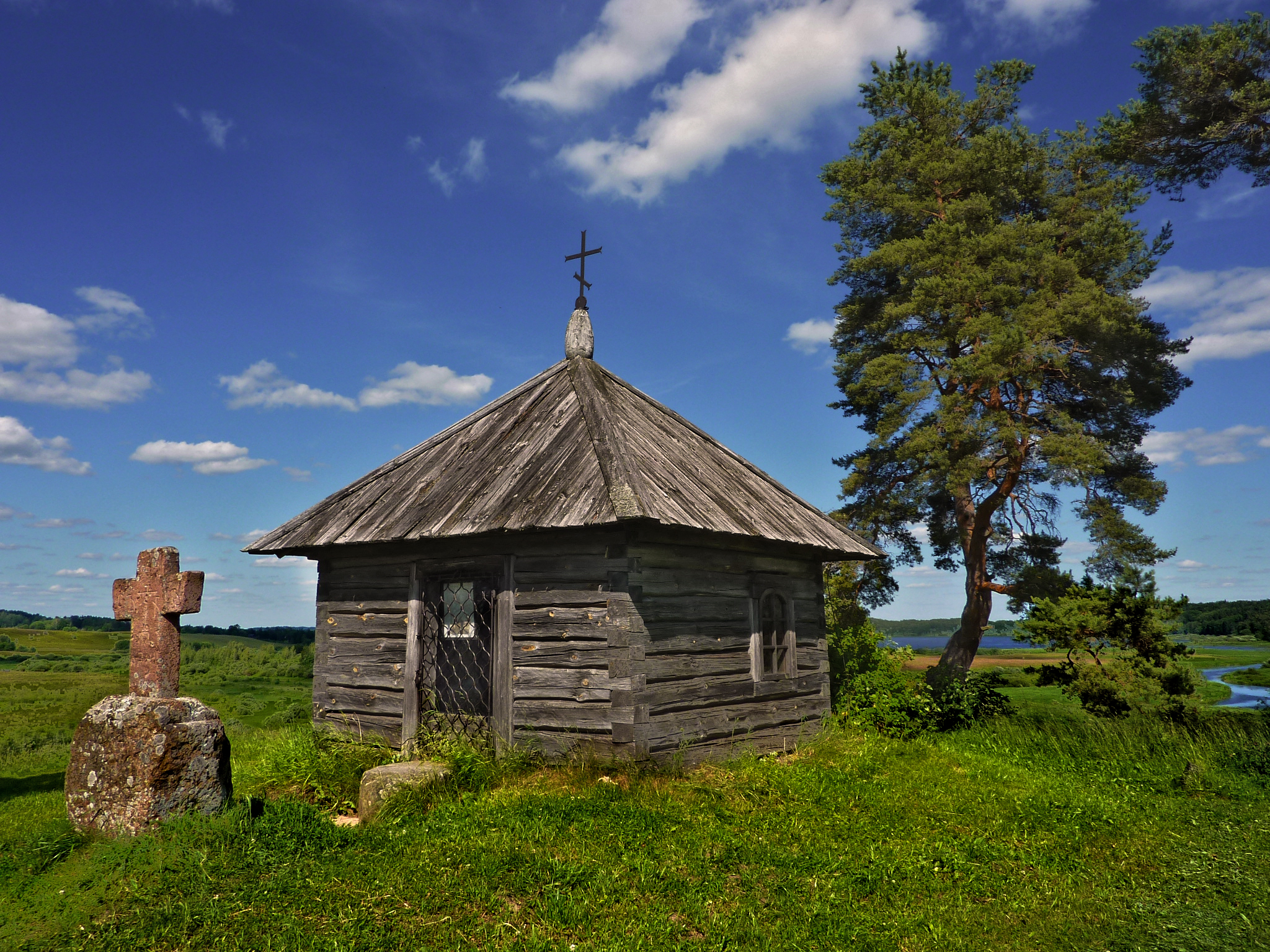
Grodzisko ros. Савкина Горка, Puszkinskije Gory, obwód pskowski
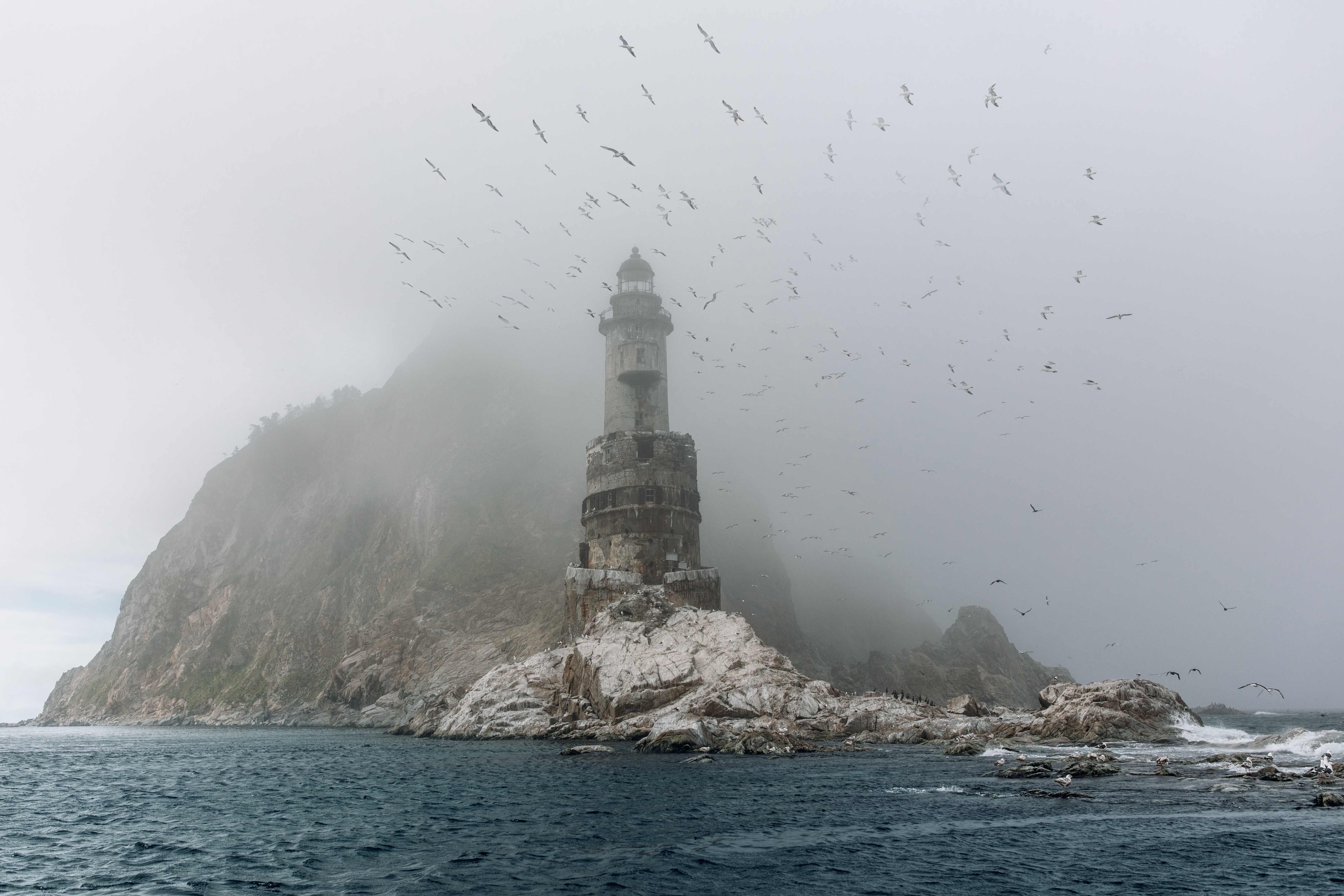
Latarnia Morska Aniva(inne języki), Sachalin
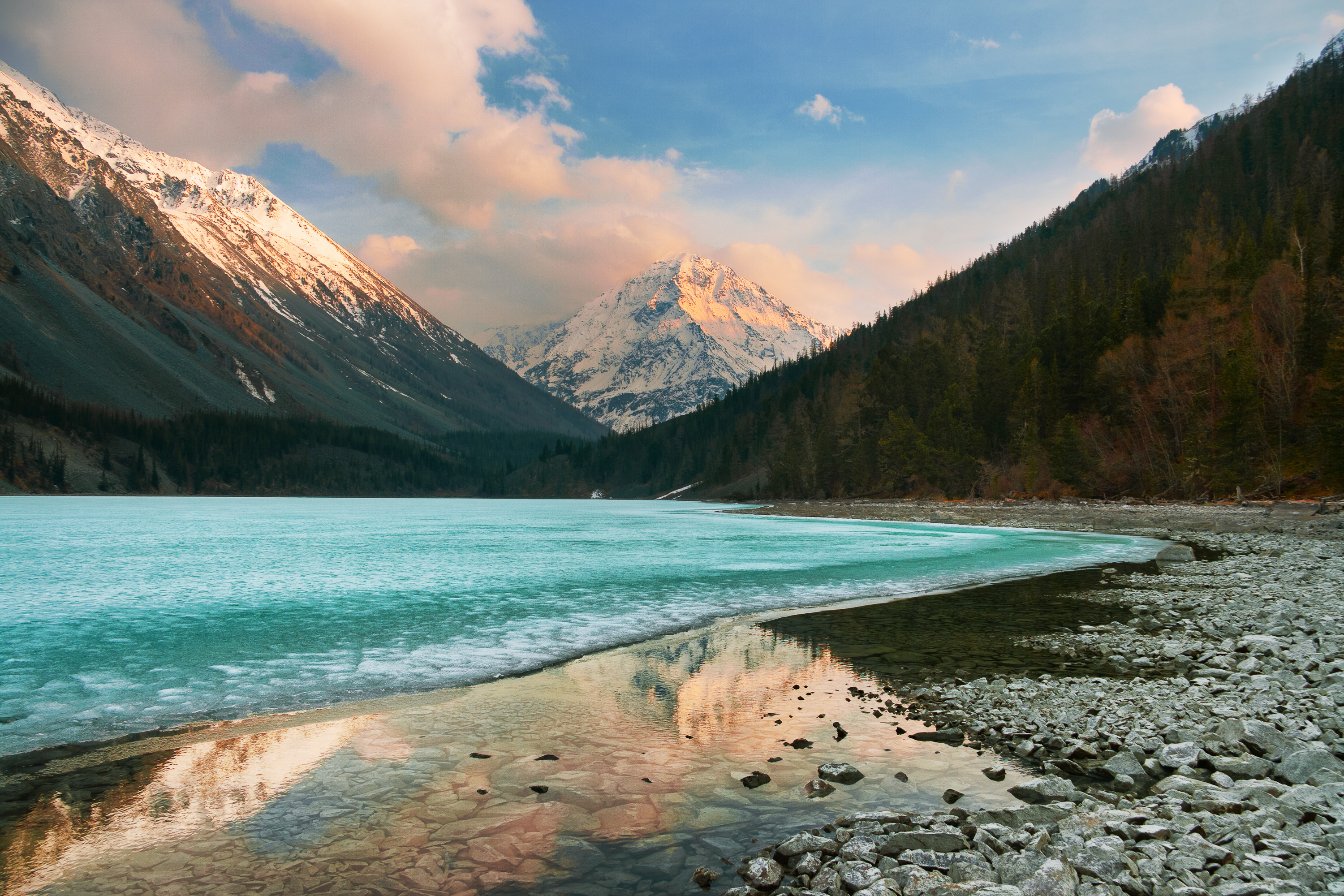
Jezioro Kucherlinskoe(inne języki), Republika Ałtaju

#### Pomniki przyrody
Obecnie rosyjski system szczególnie chronionych obszarów natury o znaczeniu wszechrosyjskim obejmuje ponad 240 szczególnie chronionych obiektów. W 2017 roku parki narodowe odwiedziło około 9 mln rosyjskich i zagranicznych turystów, a 2 mln osób – rezerwaty. Jest to o 50% więcej w porównaniu z rokiem 2011. Obecnie do najpopularniejszych parków zaliczają się Soczijski Park Narodowy, Park Narodowy „Łosinyj ostrow”, Mierzeja Kurońska, Nadbajkalski Park Narodowy, Park Narodowy „Rosyjska Arktyka”, Kaukaski Rezerwat Biosfery i Rezerwat Bajkalsko-Leński.
W 2017 roku rozpoczęto realizację państwowego projektu „Dzika przyroda Rosji: zachować i zobaczyć” w celu rozwoju ekoturystyki, zachowania lub przywrócenia populacji rzadkich zwierząt w 22 szczególnie chronionych obszarach natury. Tryb zwiedzania tych obszarów przez turystów reguluje prawo federalne „O szczególnie chronionych terenach przyrodniczych”.

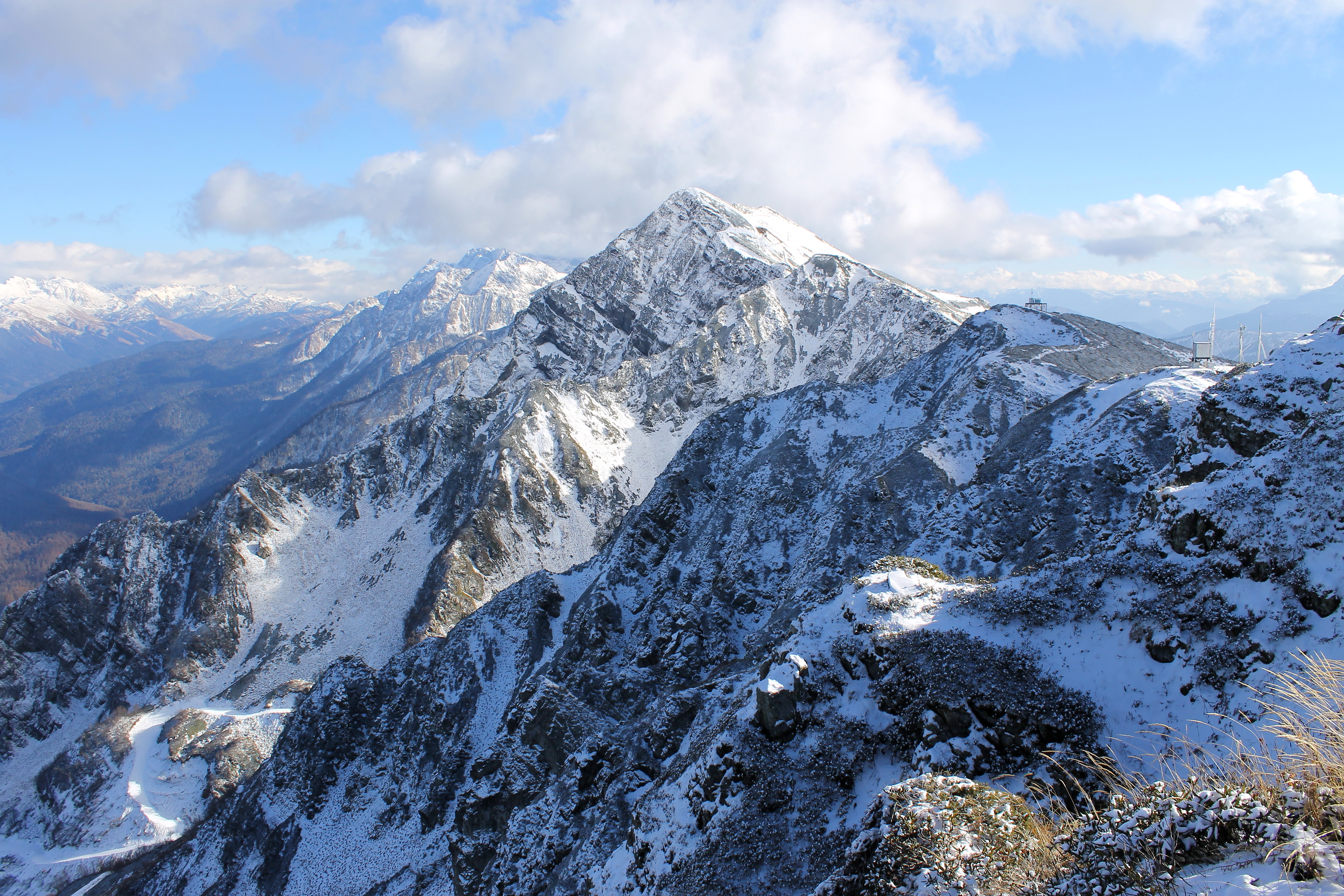
Soczijski Park Narodowy
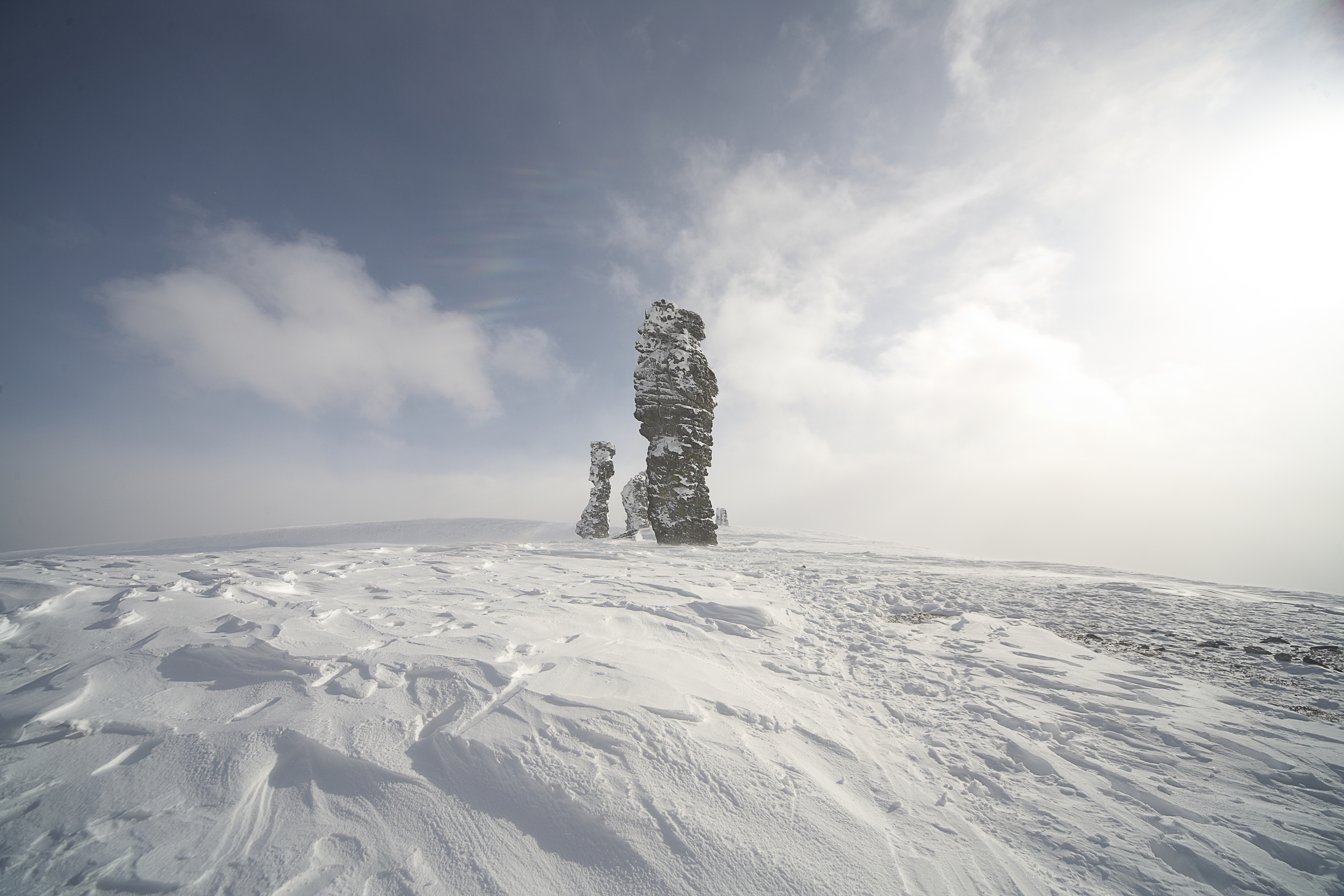
Mańpupunior, Republika Komi
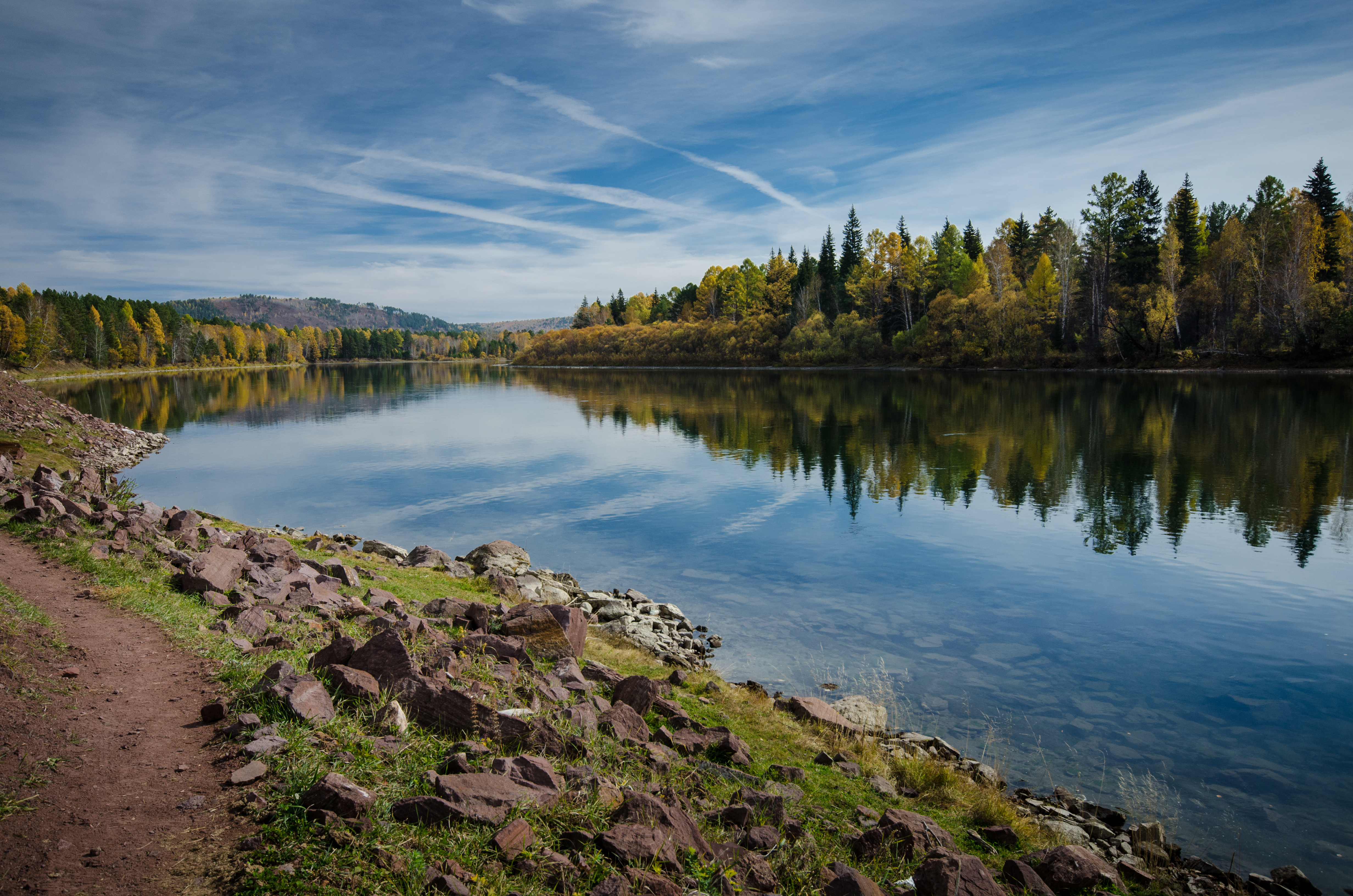
Rzeka Irkut, obwód irkucki
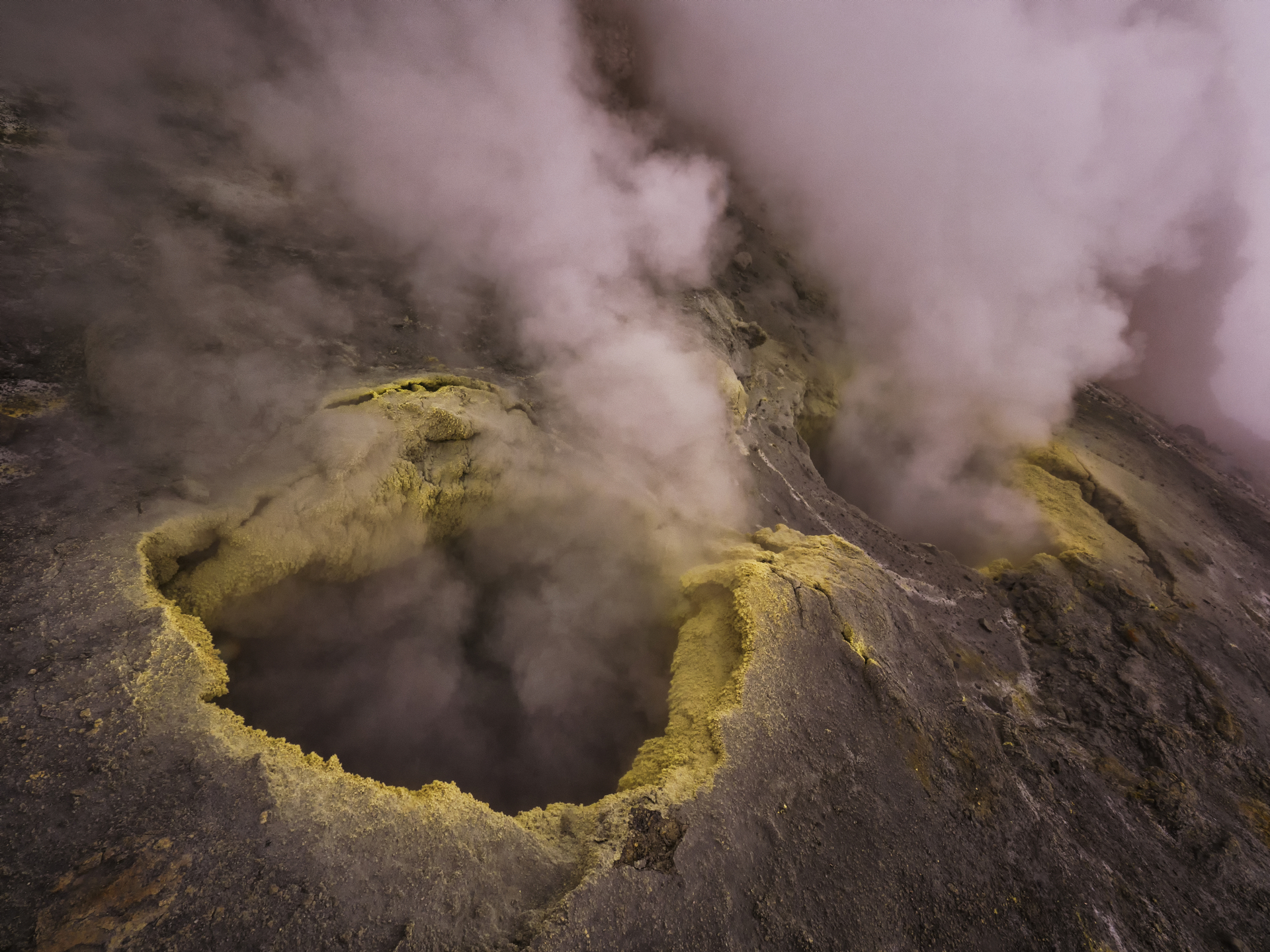
Fumaroly. Wulkan Mutnowski, Kamczatka
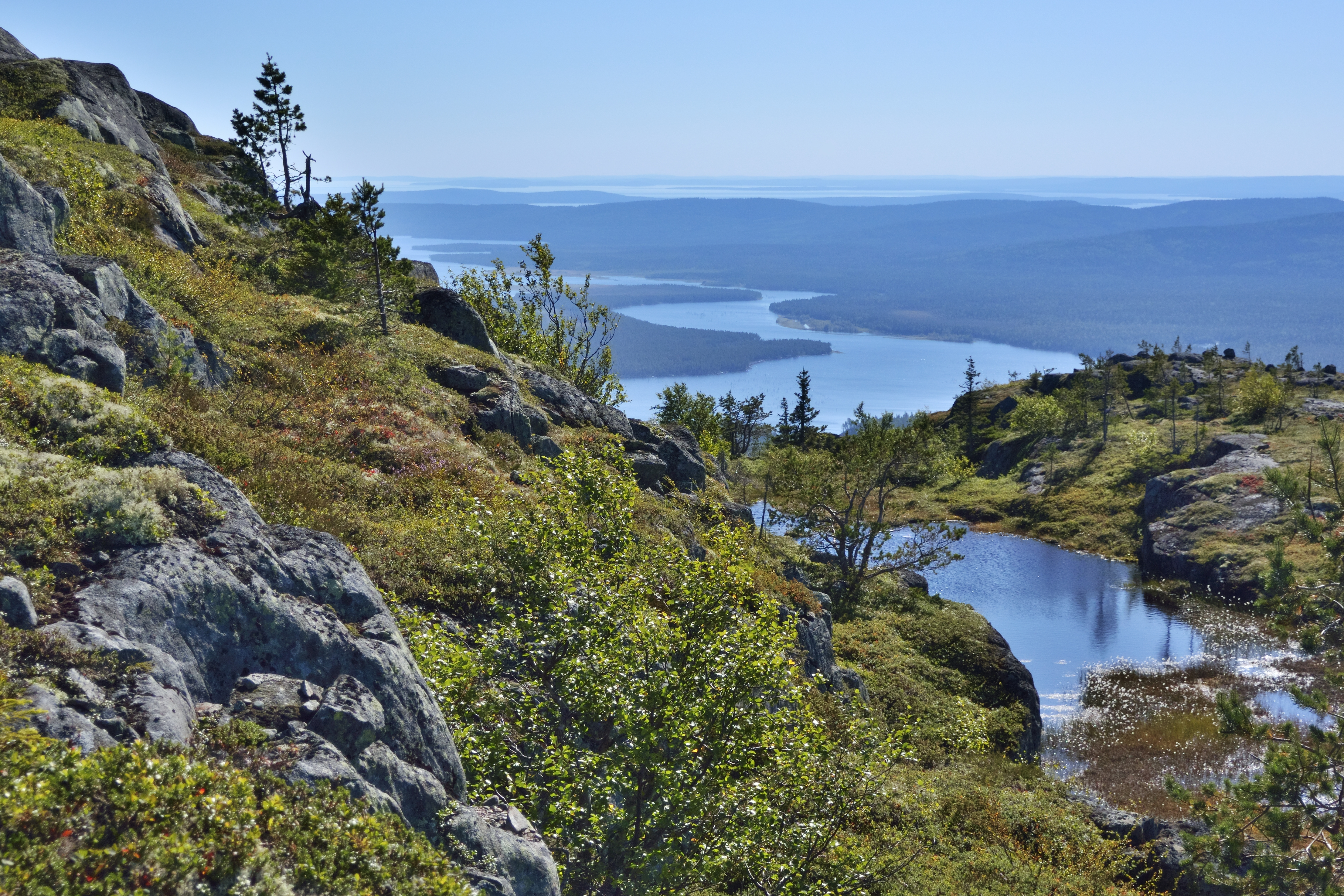
Piaoziero. Park Narodowy „Paanajarwi”, Republika Karelii

#### Zabytki kulturowe
Ponad pięciuset miastom Rosji nadano status „miasta historycznego”, w tym około trzysta to małe i średnie miasta prowincjonalne z setkami starych dworów XVI–XIX ww. Taka rozmaitość wyraża wielkie zróżnicowanie przyrodniczych, historycznych i gospodarczych uwarunkowań rozwoju regionów i w szczególności miast Rosji .
Dla przykładu – Jarosław, Twer, Kaługa, Kostroma, Riazań, Tuła, Włodzimierz, Wołogda, Smoleńsk i inne miasta można zaliczyć do kategorii starych gubernialnych stolic z regularnym rozplanowaniem, budynkami rządowymi, rynkiem, halami targowymi, katedrami, domami szlachty i kupców, z monasterami położonymi zazwyczaj na peryferiach .
Miasta Briańsk, Iwanowo, Lipieck, Biełgorod, Kurhan, Wołgograd, Rostów nad Donem i inne zaliczają się do grupy miast, które nabrały znaczenia już w czasach radzieckich dzięki rozwojowi przemysłu .
W szeregu obwodów i republik powstały „wice-stolice” – ośrodki wielofunkcyjne, na przykład Orsk (obwód orenburski), Jelec (obwód lipiecki), Wielkie Łuki (obwód pskowski), Stary Oskoł (obwód biełgorodzki), Arzamas (obwód niżnonowogrodzki), Brack (obwód irkucki), Komsomolsk nad Amurem (Kraj Chabarowski), Nabierieżnyje Czełny (Republika Tatarstanu) i inne .
Oryginalne są też stare uralskie miasta-fabryki, w których zawsze znajduje się stara fabryka przy zaporze na fabrycznym stawie, domy zarządcy i zarządu fabryki . Takie zjawisko swoistej regionalnej kultury obejmującej ponad 250 miast-fabryk przemysłu solnego, metalurgicznego i innych gałęzi produkcji, powstałe w XVIII wieku, otrzymało w literaturze naukowej określenie „uralskiej cywilizacji górniczo-przemysłowej” (ros. уральская горнозаводская цивилизация).
Stolice republik narodowych Władykaukaz (Republika Osetii Północnej – Alania), Grozny (Republika Czeczeńska), Kazań (Republika Tatarstanu), Pietrozawodsk (Republika Karelii), Ufa (Republika Baszkortostanu) były stolicami guberni lub obwodów. Elista (Republika Kałmucji) i Birobidżan (Daleki Wschód) to nowe miasta. Inne miasta wyrosły z miasteczek ujezdnych (powiatowych) .
Małe miasta Rosji (ośrodki regionalnej kultury i ekonomiki) otrzymują bezpośrednią pomoc państwa.

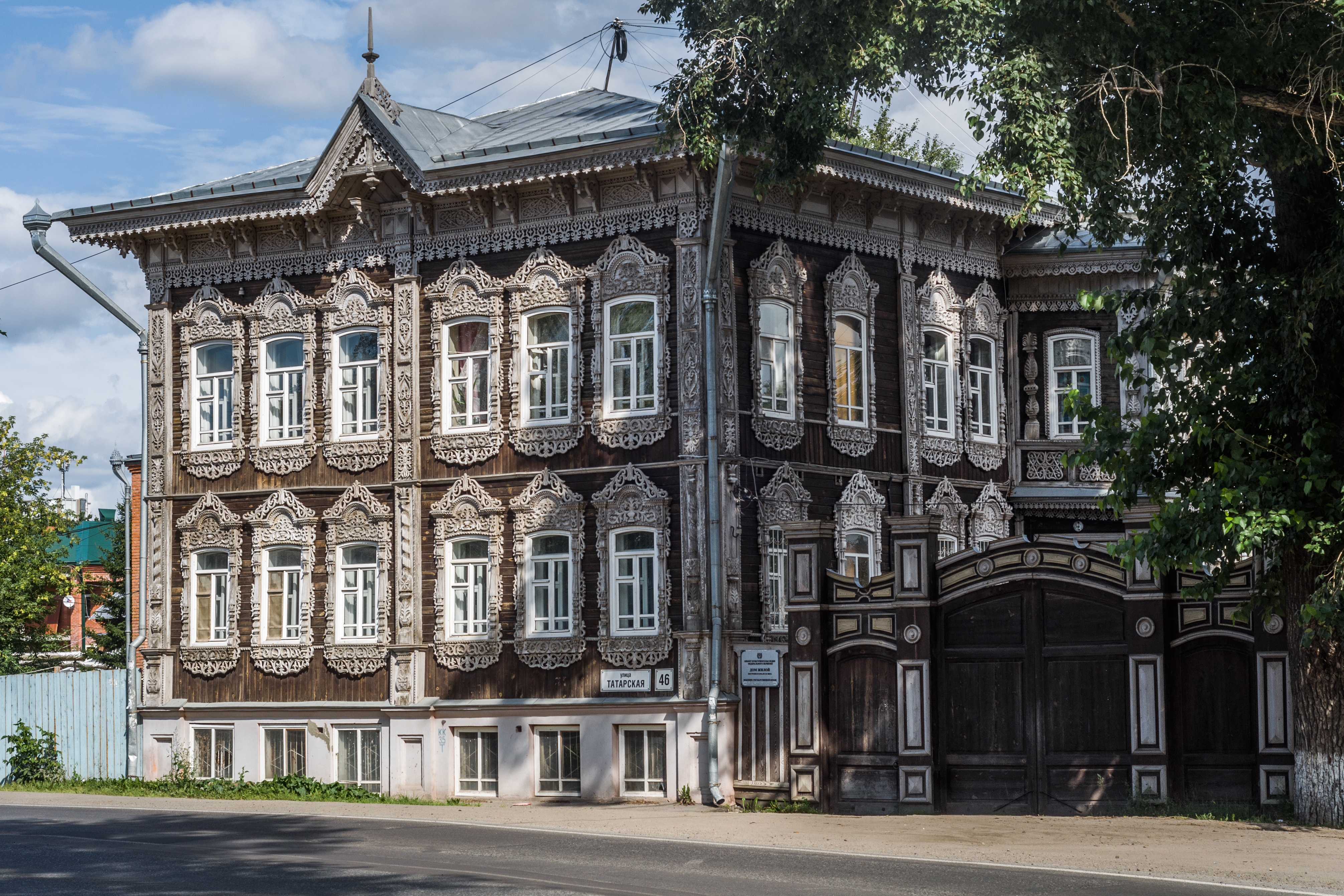
Architektura drewniana w Tomsku
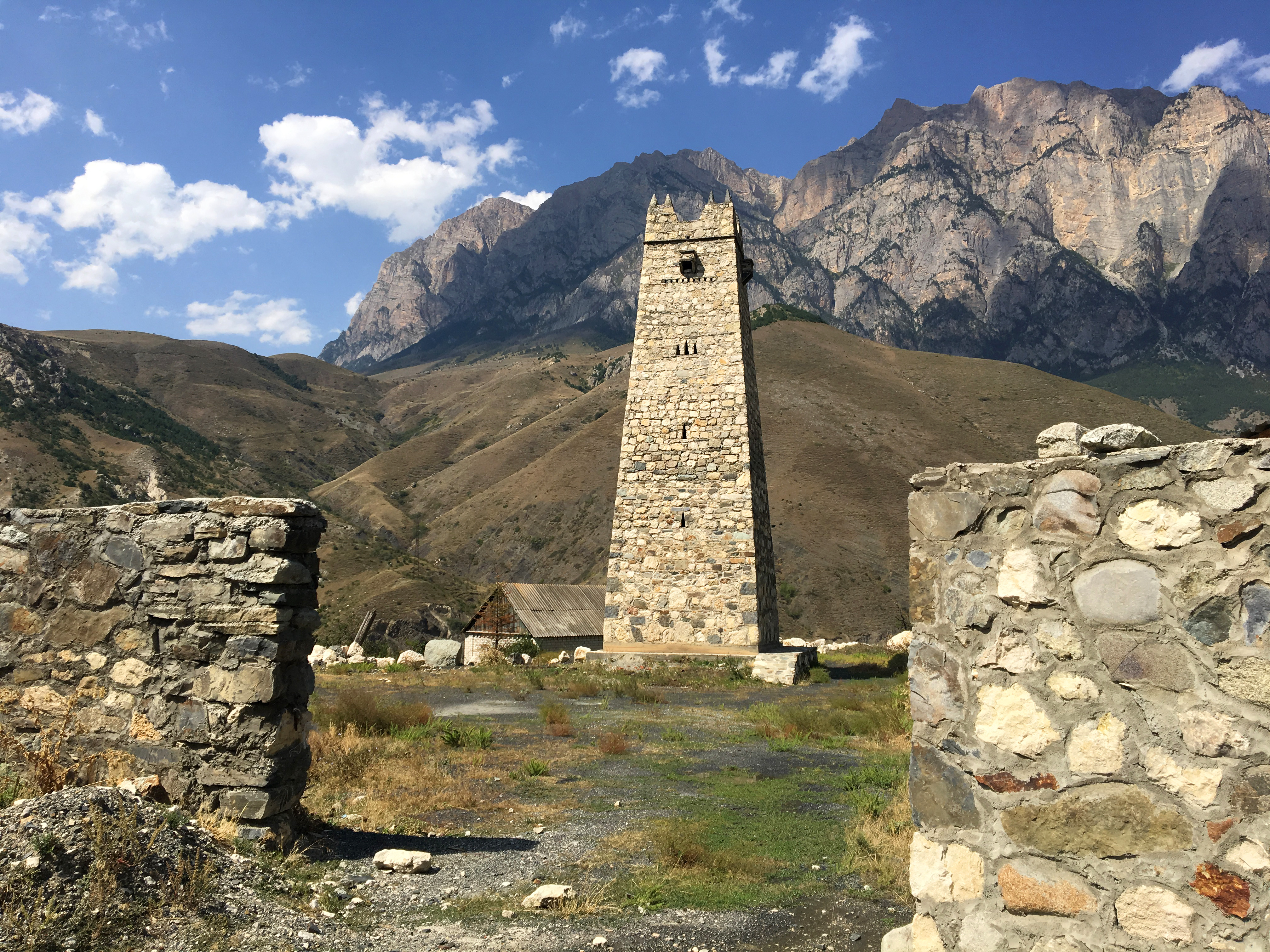
ros. Башня Цаллаговых. Rejon ałagirski, Republika Osetii Północnej – Alania
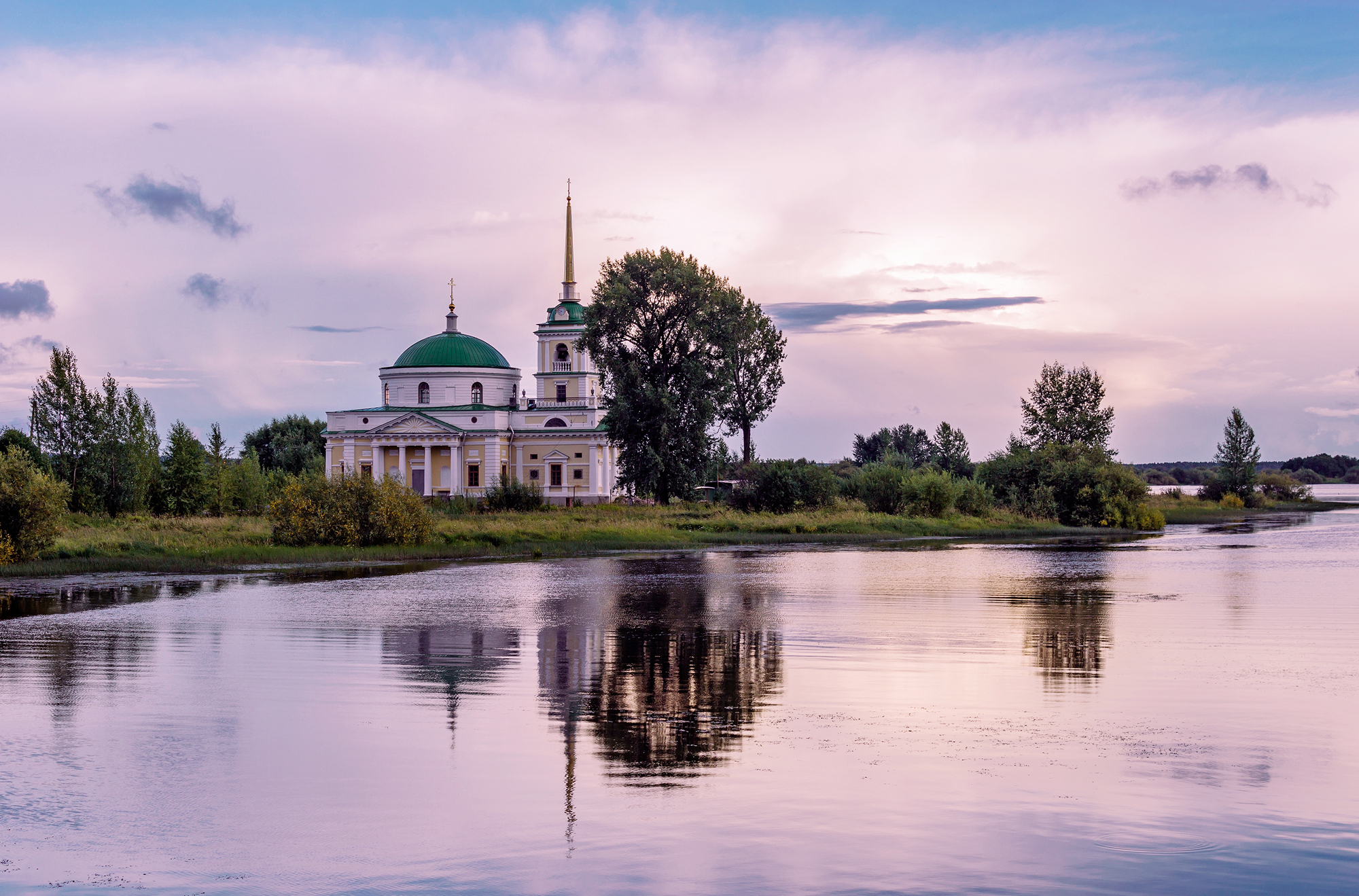
Cerkiew św. Mikołaja (1820). Usolje, Kraj Permski
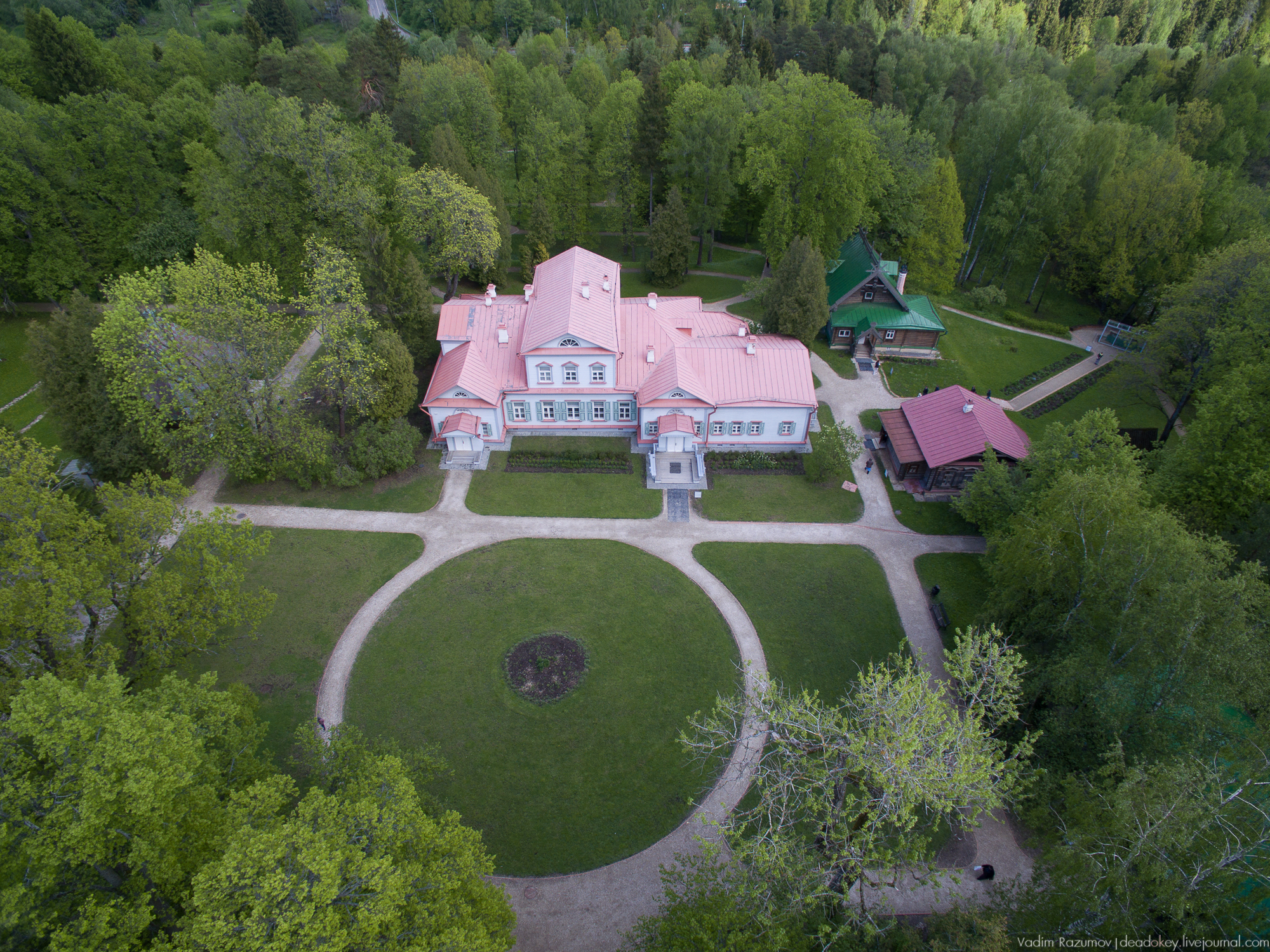
Posiadłość Abramcewo (ośrodek muzealno-artystyczny) w Sergijewo-Posadskim rejonie (Obwód moskiewski)
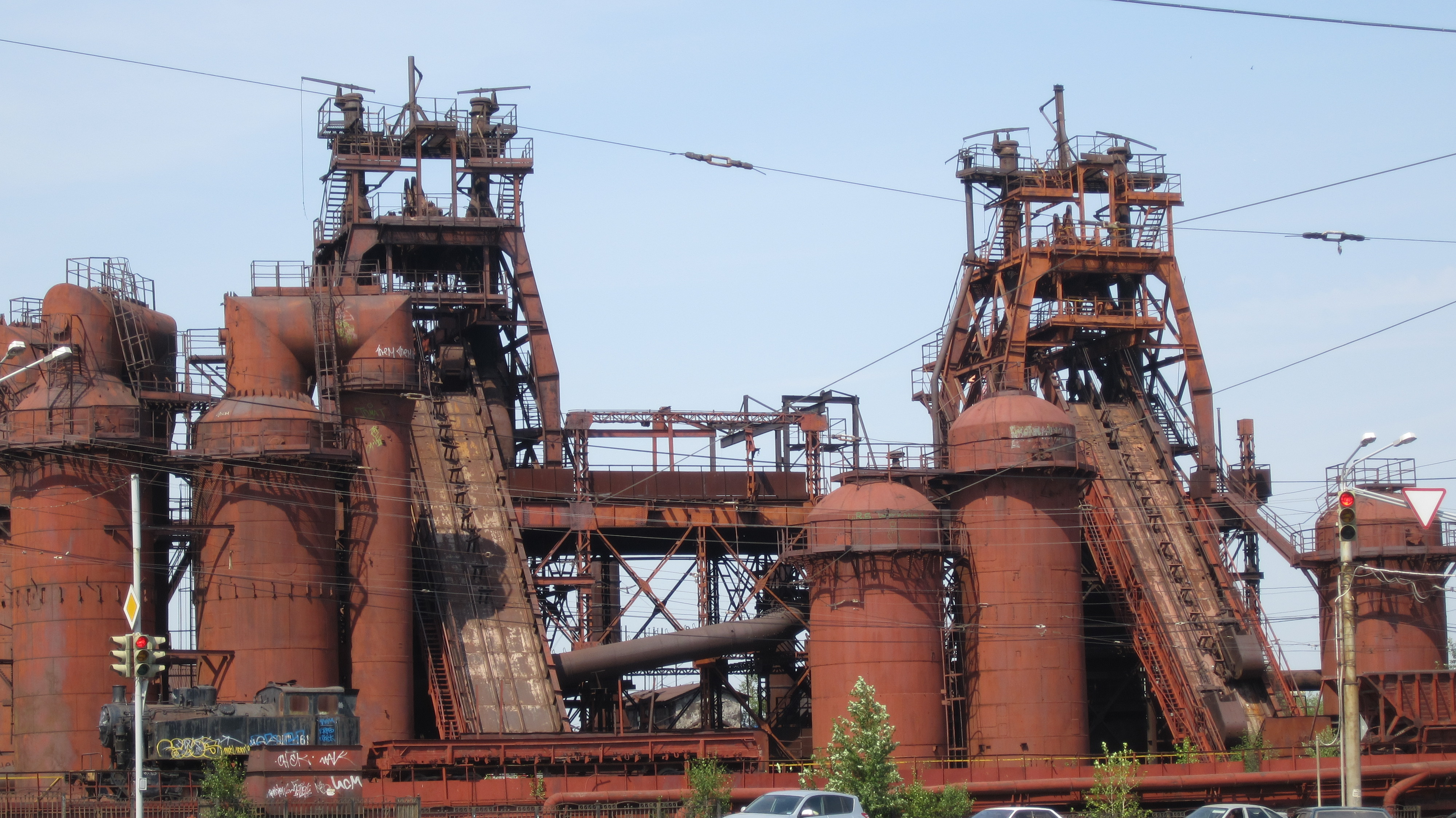
Wielki piec (XIX w.), Niżny Tagił

### Turystyka wodna pasażerska i jachtowa
W latach 2015–2016 najbardziej popularnym rodzajem turystyki w Rosji stała się żegluga pasażerska (od maja do października). Obecnie turyści przybywający przez wielkie porty morskie Sankt Petersburg, Władywostok i inne mogą przebywać bez wizy na terytorium Rosji do 72 godzin. W 2016 roku w Rosji na liniach żeglugi pasażerskiej pływało 90 jednostek. Spośród nich 30 jednostek przyjmuje turystów zagranicznych na linii Moskwa – Sankt Petersburg, 60 pływa na trasach o czasie trwania od 3 do 20 dni. Do trójki największych firm żeglugowych należą Vodohod, Mosturflot i Infoflot.
Przywrócono regularną linię żeglugową w regionie czarnomorskim: otwarto pierwszą morską linię pasażerską z Soczi do miast położonych nad Morzem Czarnym na statku liniowym „Kniaź Włodzimierz”.
W całej Rosji corocznie przeprowadzane są regaty dla jednostek różnych klas. W obwodzie moskiewskim skupia się 80% jachtingu.

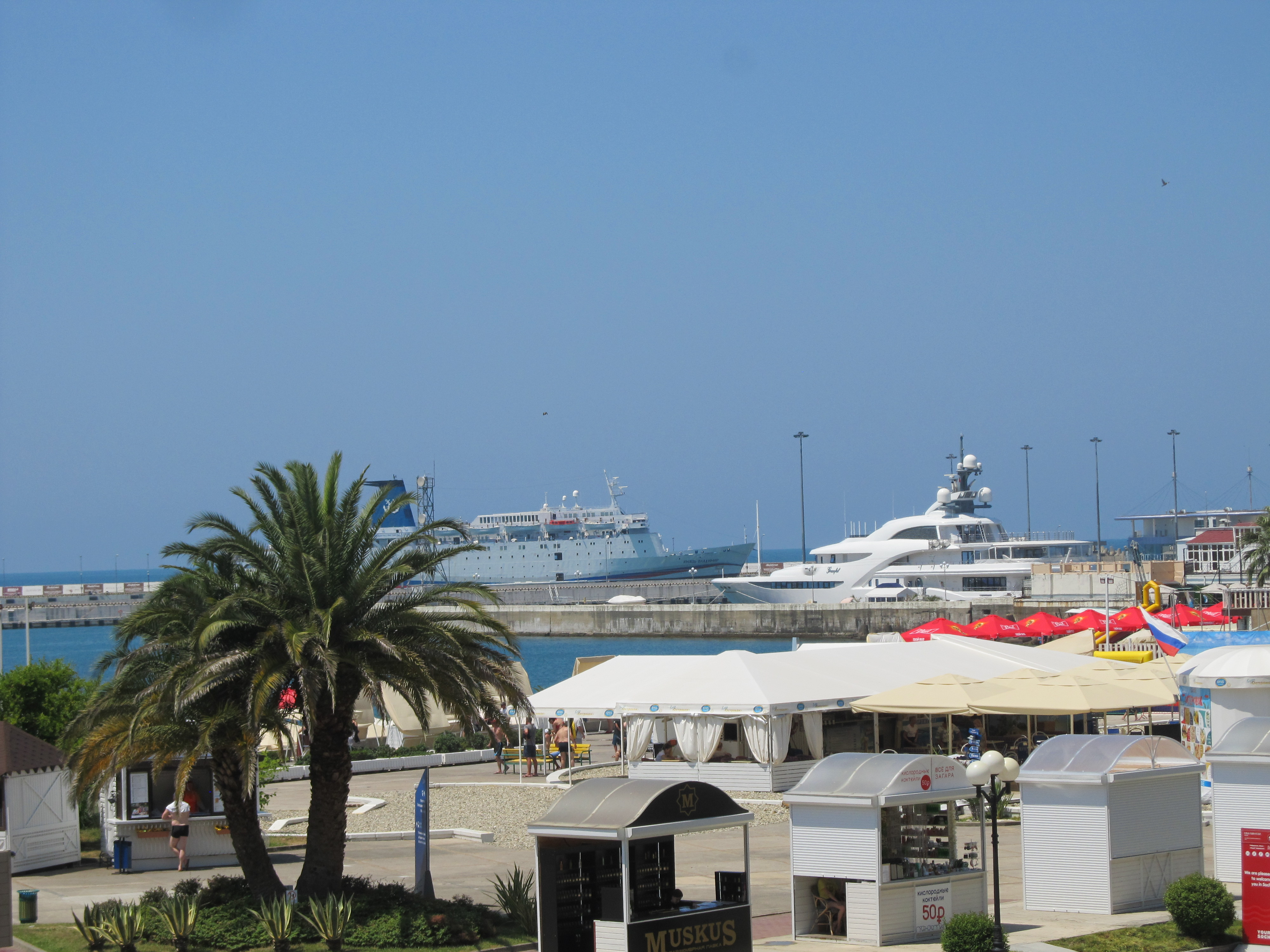
Port morski Soczi
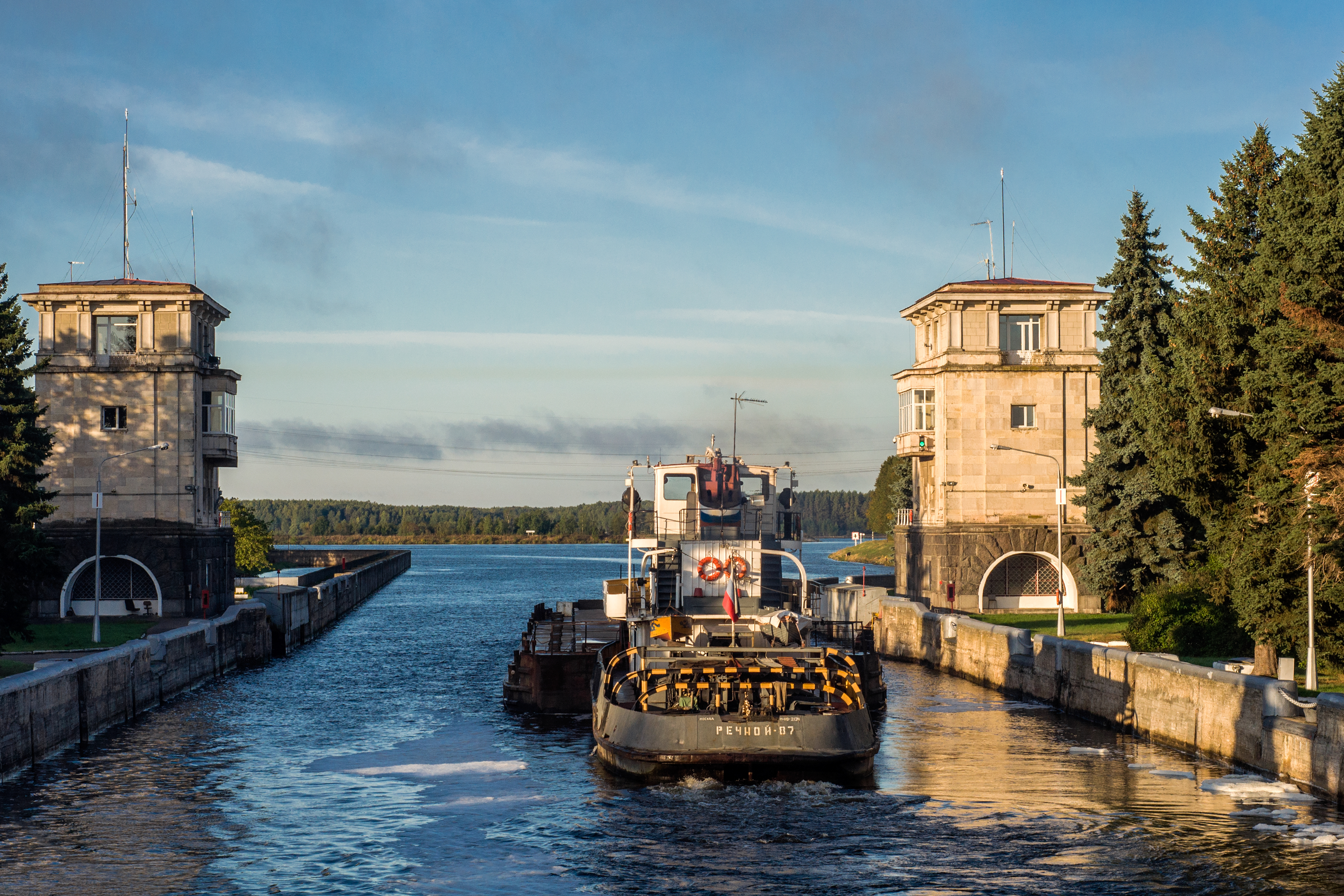
Śluza nr 1. (Dubna). Kanał imienia Moskwy
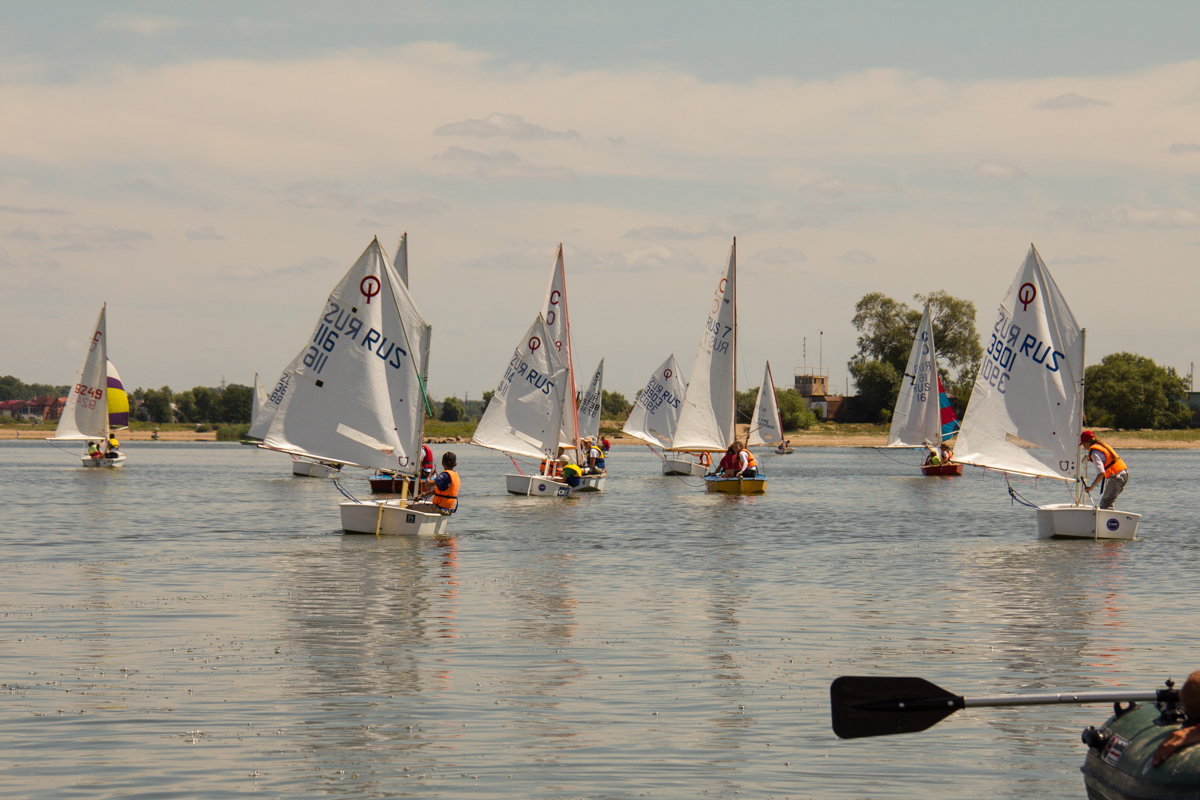
Regaty żeglarskie. Królewiec

### Turystyka pielgrzymkowa
W Rosji aktywnie rozwija się turystyka religijna lub pielgrzymkowa. Turystyka pielgrzymkowa jest rozwinięta w centralnym okręgu federalnym, północnokaukaskim i nadwołżańskim okręgach federalnych, obwodzie irkuckim i Przybajkalu. Zrzeszenie specjalistów ds. tras kulturowych realizuje projekt „Święte miejsca Rosji” dotyczący pomników historii religijnej i obiektów dziedzictwa duchowego kraju wzdłuż szlaków kulturowych „Sanktuaria niepodzielonego chrześcijaństwa”.

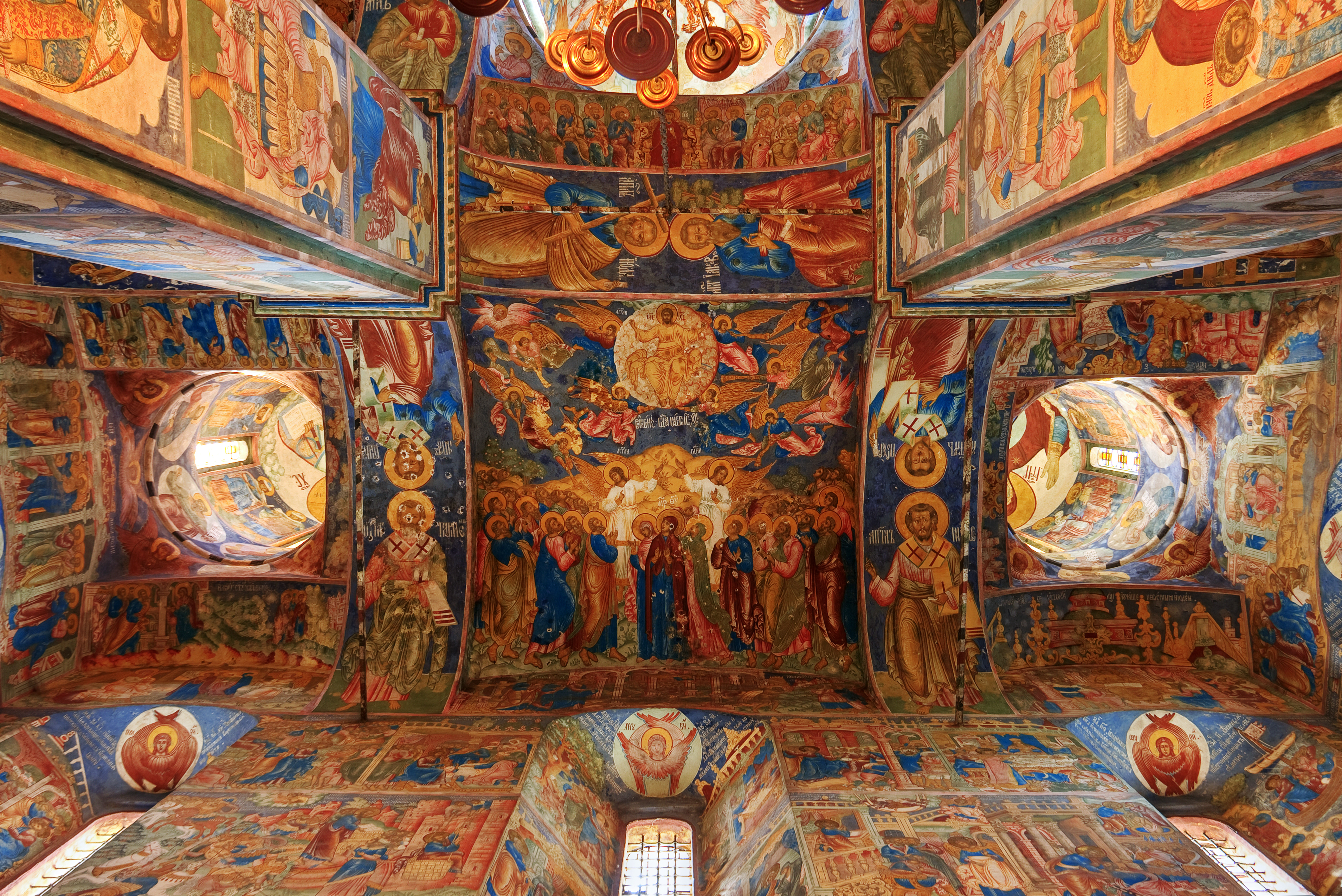
Cerkiew św. Eliasza w Jarosławiu
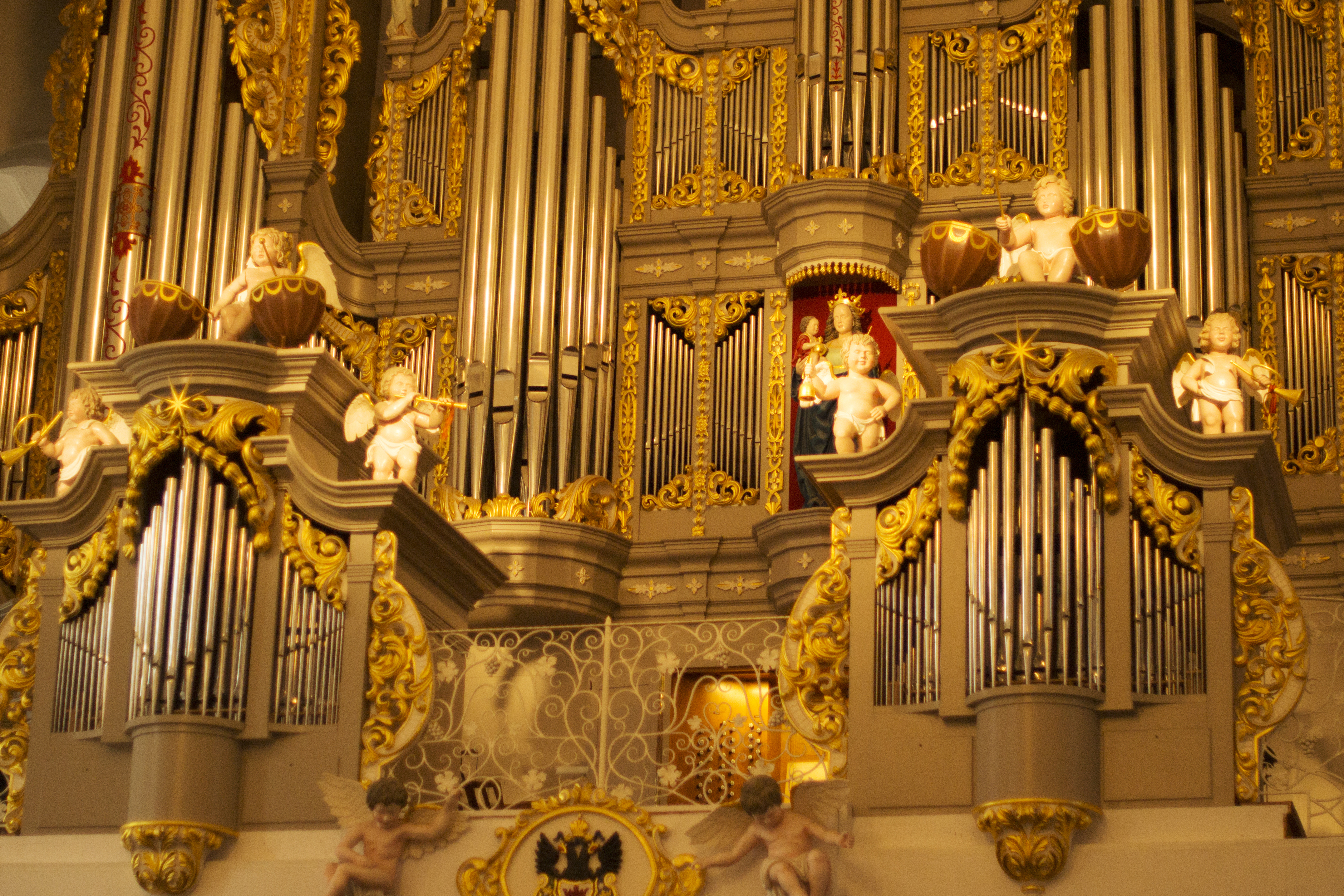
Organy w katedrze Matki Bożej i św. Wojciecha w Królewcu
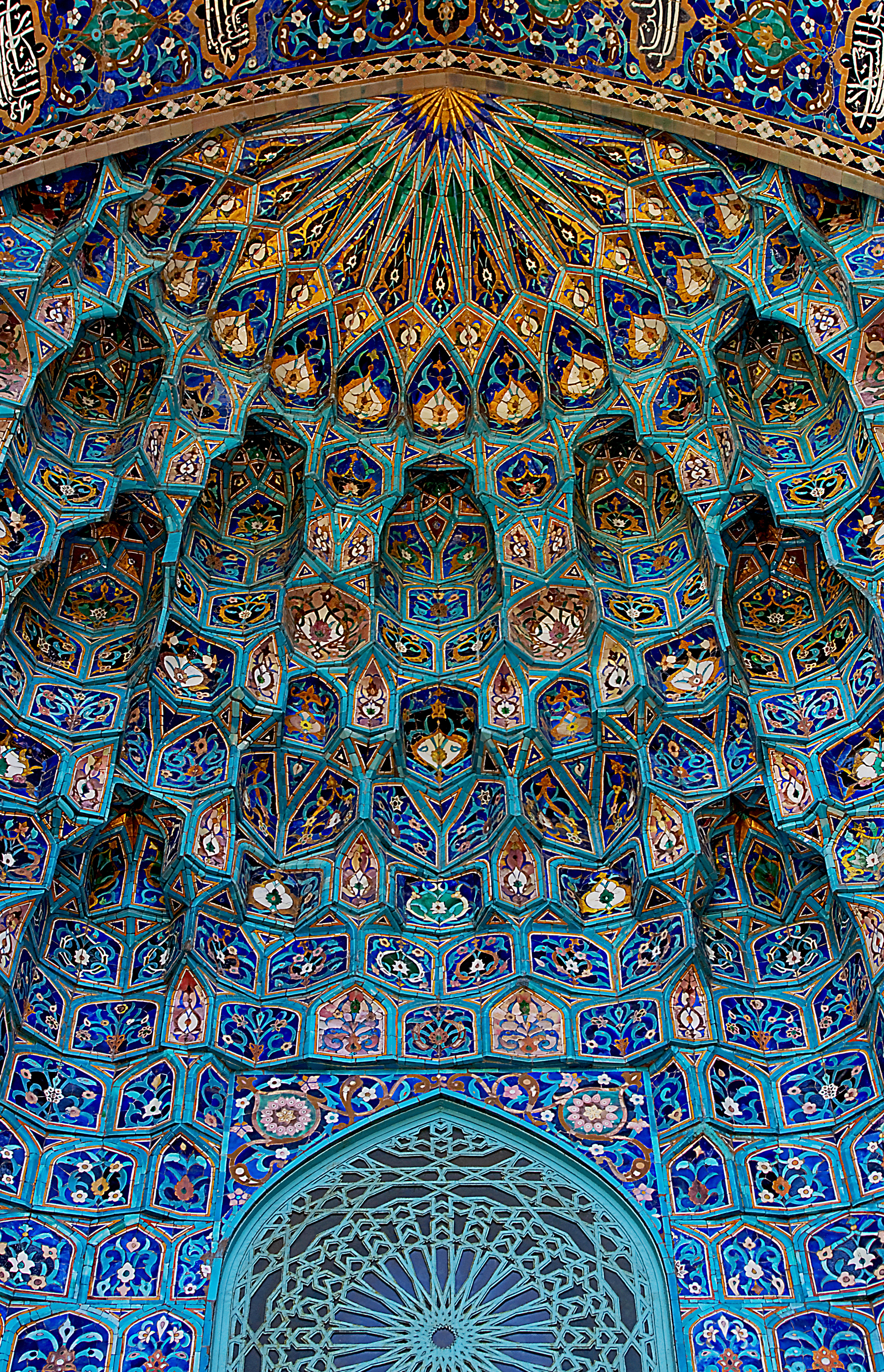
Meczet w Petersburgu. Majolika, mukarnas
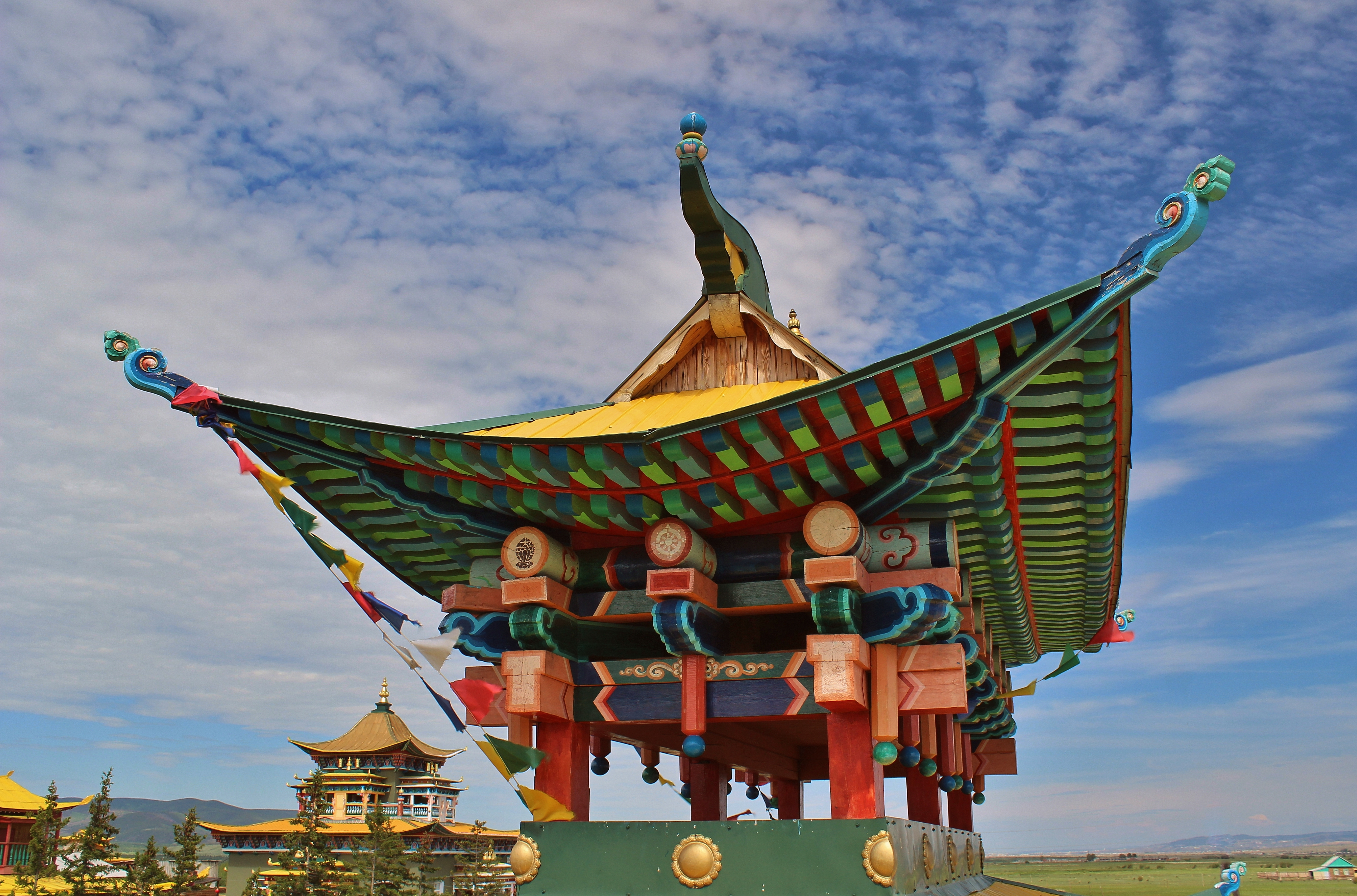
Dacan Iwołgiński, Buriacja
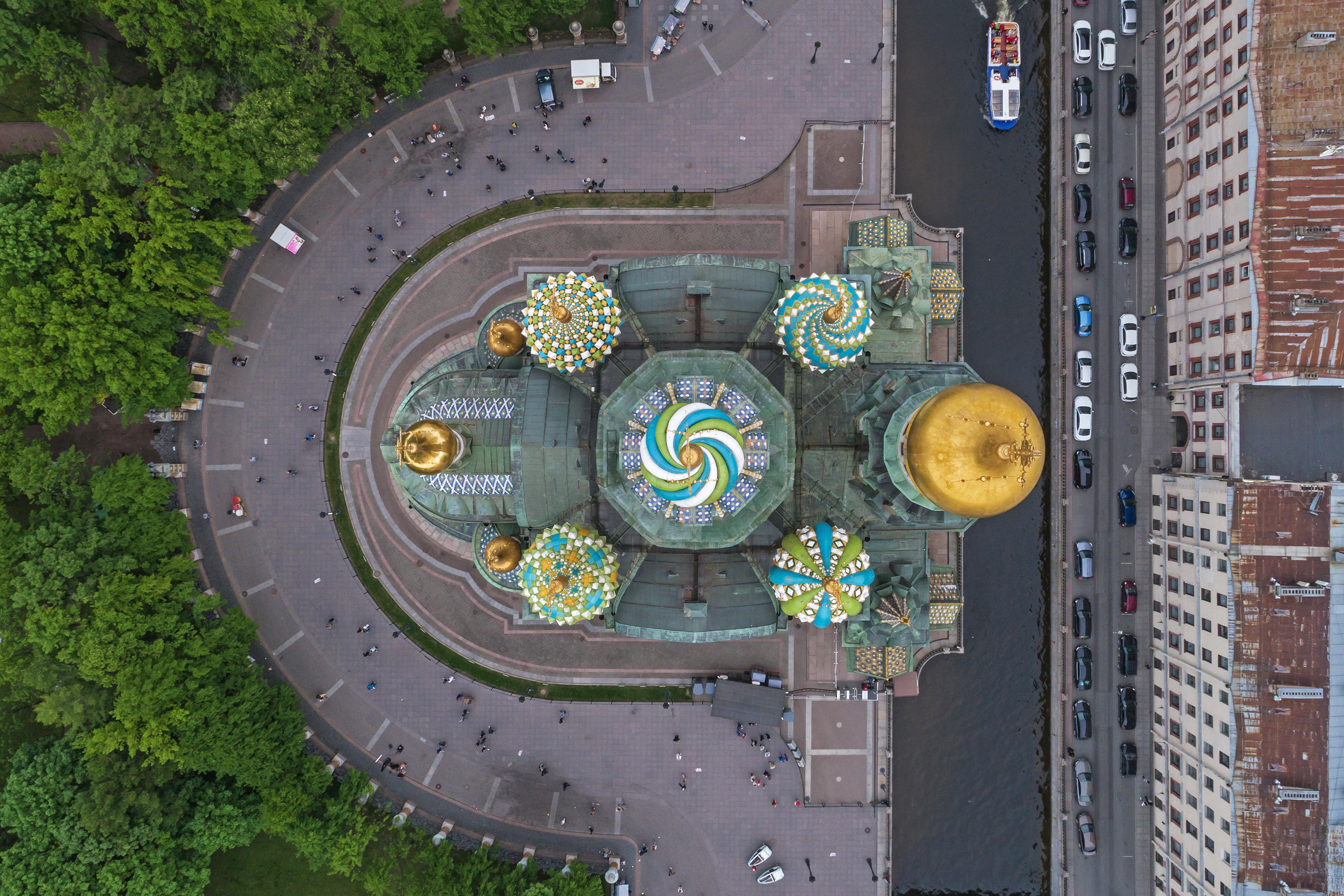
Sobór Zmartwychwstania Pańskiego w Petersburgu

### Turystyka rekreacyjna (plażowa)
Turystyka rekreacyjna jest w Rosji jednym z najpopularniejszych rodzajów wypoczynku. Dotyczy to wybrzeży mórz Czarnego, Azowskiego, Bałtyckiego oraz plaż Morza Japońskiego. Najbardziej perspektywicznymi z punktu widzenia rozwoju tego rodzaju turystyki regionami są Kraj Krasnodarski, Republika Krymu, obwód rostowski, obwód królewiecki, Kraj Nadmorski i Kraj Chabarowski oraz Republika Dagestanu. Z ponad dwóch tysięcy km ciepłych wybrzeży morskich w Rosji w ich 1/3 znajduje się infrastruktura dla wypoczynku plażowego.
Międzynarodowy znak „Błękitnej Flagi”, świadczący o tym, że ogólnodostępna plaża odpowiada normom jakości i czystości ekologicznej (czystość wody morskiej itp.) otrzymały: odcinek plaży osiedla Jantarnyj (obwód królewiecki), plaża „Masandrowski” (Massandra, Jałta), a od 2018 roku sześć plaż w Soczi: „Primorskij-1” w dzielnicy centralnej, plaża im. Maurice’a Thoreza (ang. Pullman Sochi Centre, Mercure и Brevis), „Czajka” w dzielnicy łazarewskiej, „Imeretynka-1” ośrodka narciarstwa alpejskiego Roza Chutor, „Barchatnyje sezony” na Nizinie Imeretyńskiej (Adler) oraz ang. Radisson Blu Paradise Resort and Spa.

### Turystyka sportowa (aktywna)

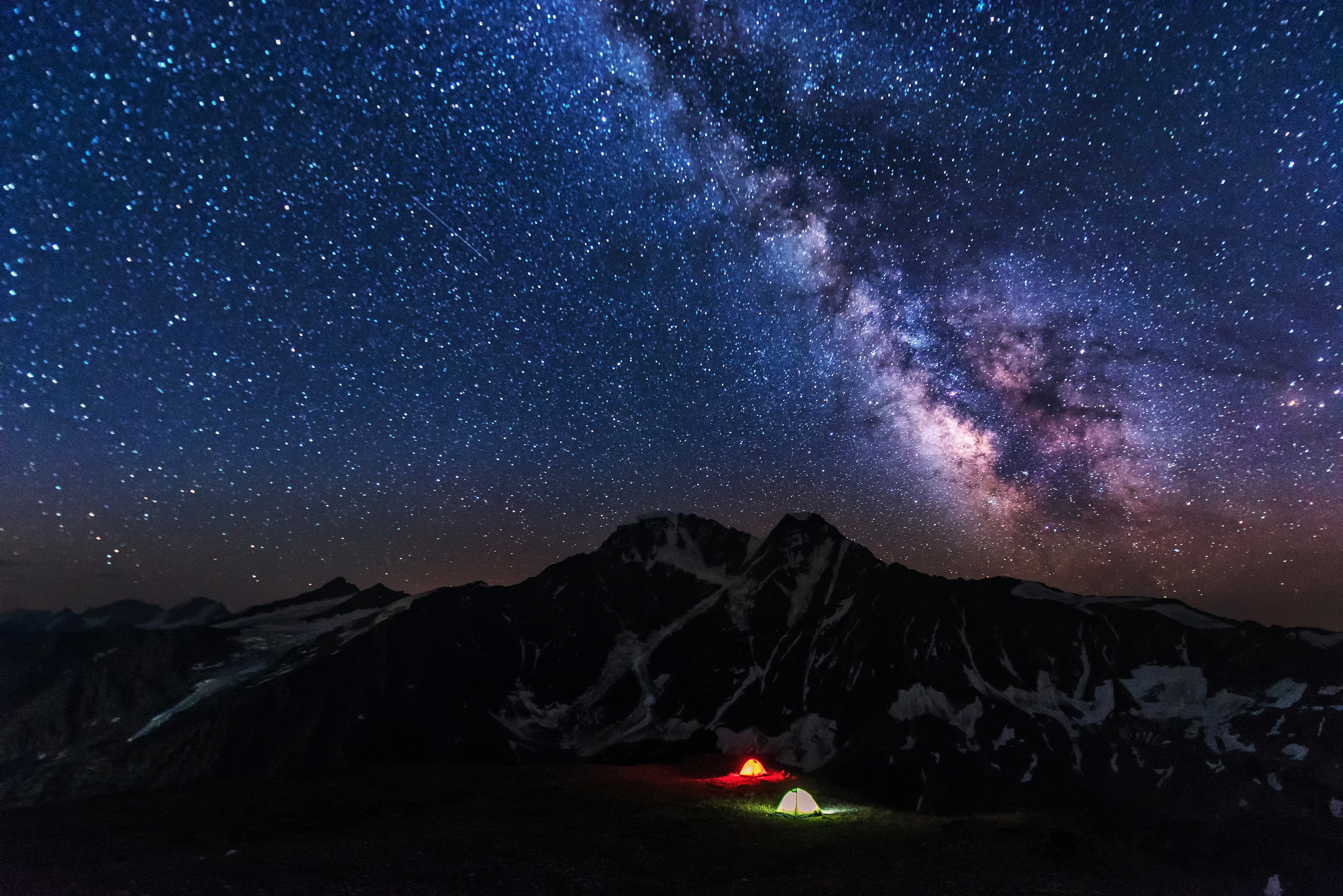
Park narodowy, Wielki Kaukaz, Kabardo-Bałkaria

Sportowa turystyka jako dziedzina sportu i jako amatorska dziedzina kultury fizycznej i sportu otrzymała w Rosji opracowaną podstawę naukowo-metodologiczną. Wysoki potencjał rozwoju różnorodnych rodzajów aktywnej turystyki mają narciarstwo alpejskie, turystyka piesza, wodna, górska, żeglarstwo, turystyka konna, rowerowa, ekstremalna i inne.

## Sfera usług (kultura, wypoczynek i turystyka)
Do sfery usług należą:
- organizacje turystyczne (4376 firm wpisanych do wszechrosyjskiego rejestru operatorów turystycznych[56]);
- działalność hotelarska (88 miejsce w świecie[57]);
- działalność restauracyjna (na koniec 2016 roku liczyła 80 tys. placówek żywienia zbiorowego[58]);
- system transportowy (drugie miejsce w świecie pod względem długości kolei żelaznych[59] i żeglownych dróg rzecznych[60], rozwinięta sieć dróg samochodowych i tras lotniczych[13]).

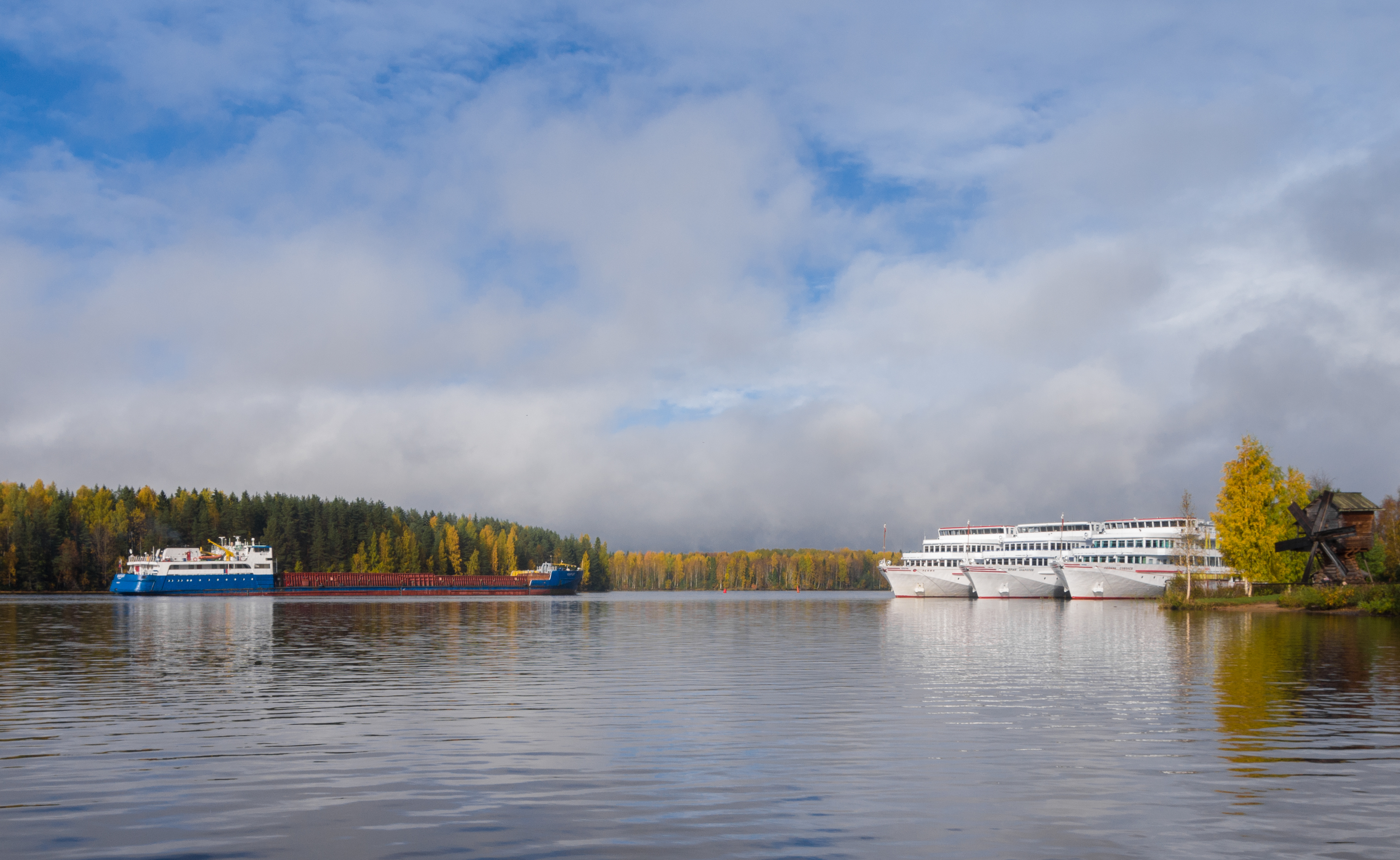
Statki motorowych. Podporożje
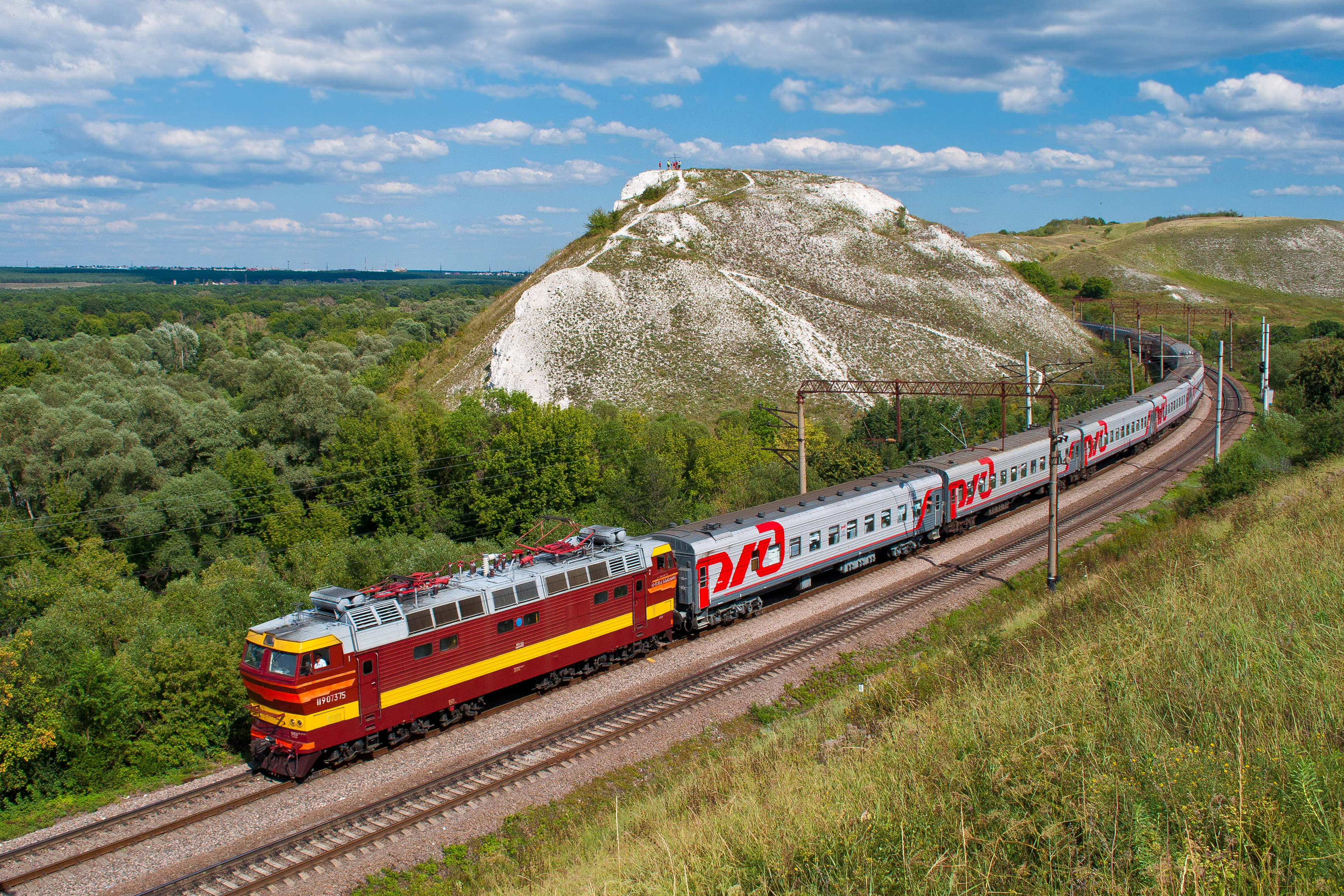
Elektrowóz CzS4Т(inne języki) i wagony pasażerskie Kolei Rosyjskich. Obwód woroneski
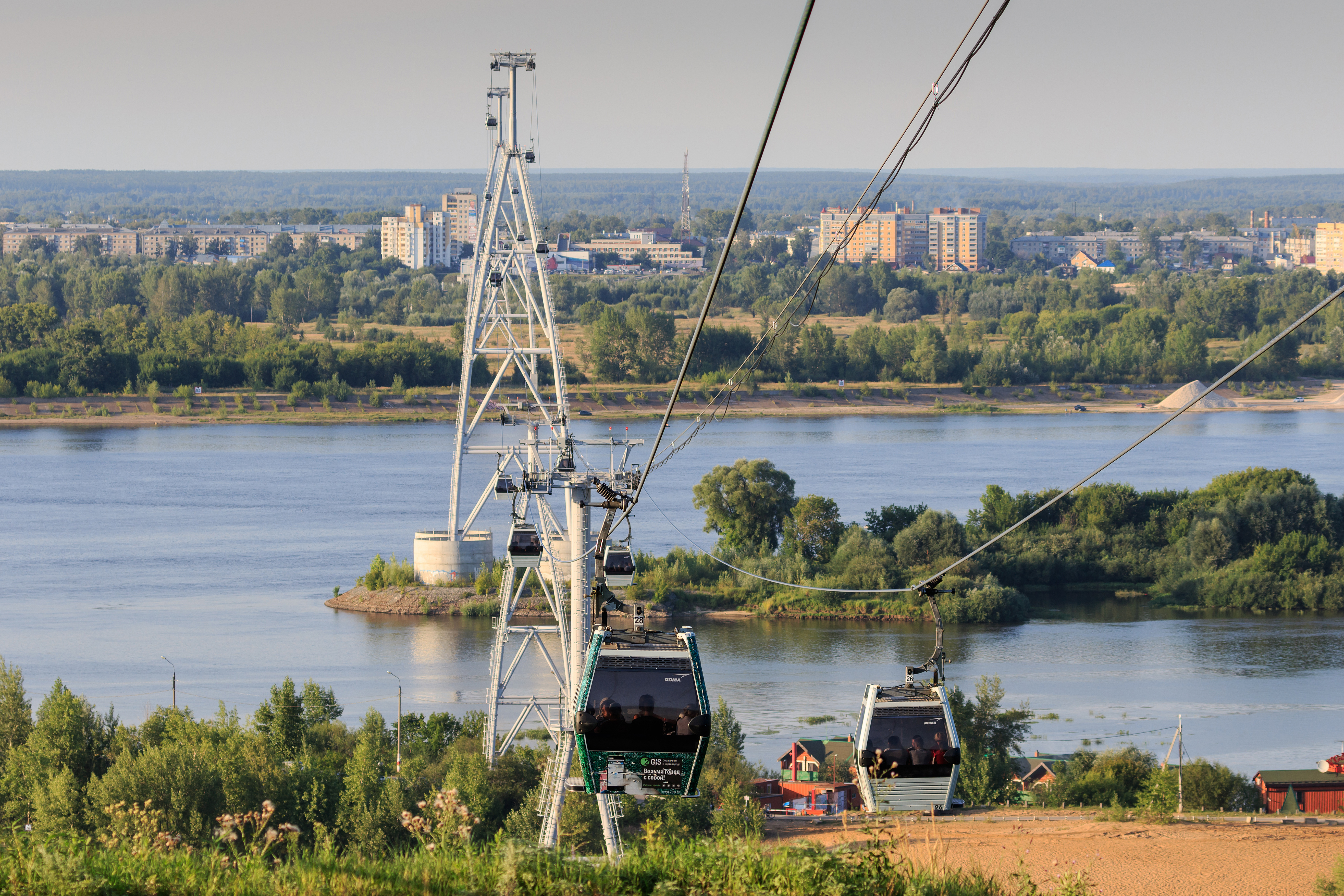
Napowietrzna kolej linowa Niżny Nowogród – Bor

## Wydarzenia
Międzynarodowe wystawy turystyczne:
- MITT (ros. Московская международная туристическая выставка), Moskwa
- ITM (ros. Интурмаркет), Moskwa
- INWETEX – CIS Travel Market (ros. Международная туристская выставка на Северо-Западе России), Sankt Petersburg